# Liverpool Football Club
Vous lisez un « article de qualité » labellisé en 2010.
Pour les articles homonymes, voir Reds.
Maillots
Actualités
Le Liverpool Football Club, souvent abrégé en Liverpool FC ou simplement Liverpool, est un club de football anglais fondé le 3 juin 1892 et situé à Liverpool, dans le Nord-Ouest de l'Angleterre.
Ses joueurs (les « Reds ») évoluent depuis sa création au stade d'Anfield. Son emblème est le « Liver bird », un oiseau mythique, mi-cormoran mi-aigle. Le chant You'll Never Walk Alone, l'hymne et la devise du club, est mondialement connu. Le Liverpool FC possède l'un des plus beaux palmarès européens avec six Ligues des champions, trois Coupes de l'UEFA, une Coupe du monde des clubs, et l'un des plus grands palmarès anglais avec vingt championnats d'Angleterre, huit Coupes d'Angleterre, dix Coupes de la ligue et seize Community Shields.
Le club entre véritablement dans la légende du football anglais et européen durant la seconde partie du XXe siècle, lorsque Bill Shankly arrive sur le banc de touche et amorce une grande vague de succès sportif pour le club. Dans les années 1980, il connaît coup sur coup deux tragédies qui marquent profondément puis transforment le football anglais et européen. La première est causée par des hooligans de Liverpool : 39 Italiens, supporters de la Juventus, sont tués lors du drame du Heysel, à Bruxelles, en finale de la coupe d'Europe 1985 ; la seconde lors de laquelle 97 supporters de Liverpool perdent la vie, dans la catastrophe d'Hillsborough, à Sheffield, en 1989.
Le club entretient une rivalité marquée avec Everton, l'autre club historique de Liverpool (derby du Merseyside), ainsi qu'avec Manchester United, qui est comme lui l'une des équipes les plus titrées d'Angleterre (derby du Nord-Ouest).
Le club est la propriété de la société Fenway Sports Group depuis le début des années 2010. Depuis mai 2024, le manager du club est le Néerlandais Arne Slot et le défenseur central international néerlandais Virgil van Dijk est le capitaine du club.

## Histoire

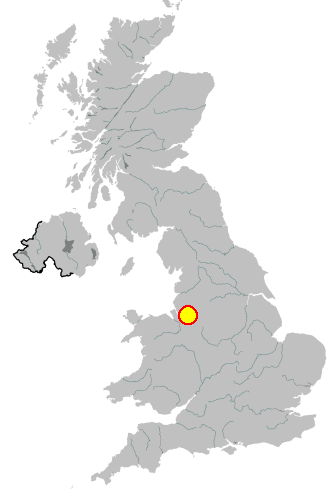
Localisation de Liverpool au Royaume-Uni

### Débuts
Les origines du club sont étroitement liées avec l'histoire du voisin et rival, Everton Football Club. En effet, le Liverpool Football Club est créé le 3 juin 1892 par John Houlding, propriétaire du terrain d'Anfield sur lequel jouait auparavant l'équipe d'Everton. Un conflit éclate en 1892 entre Houlding et la direction d'Everton à la suite de la décision du propriétaire d'Anfield d'augmenter le loyer de son terrain. Le loyer annuel étant passé de 100 £ en 1882 à 250 £ en 1892, les dirigeants du club d'Everton lui reprochent de faire du profit sur leur réussite et délaissent Anfield pour déménager à Goodison Park. Houlding décide par conséquent de fonder sa propre équipe de football, le Liverpool Football Club, pour l'installer sur son terrain. Ayant fondé son nouveau club, Houlding fit immédiatement une demande auprès des instances de la Football League pour que Liverpool intègre la First Division. La Football League ayant été peu convaincue par cette demande, la nouvelle équipe, habillée en bleu et blanc fait ses débuts dans le championnat du Lancashire. Le premier manager, John McKenna, forme une équipe composée presque exclusivement de joueurs écossais. La toute première rencontre de l'histoire du club eut lieu le 1er septembre 1892 et vit Liverpool s'imposer sur le score de 7-1 contre Rotherham Town. Le premier match officiel du club, au sein de la Lancashire League se solda par un succès 8-0 contre Higher Walton, devant 200 spectateurs. La première saison du club fut une réussite. L'affluence à Anfield monta au fur et à mesure de l'avancée de la saison jusqu'à atteindre 2 000 supporters pour assister à la victoire de Liverpool contre South Shore, lors du dernier match de la saison à domicile. Le club manque de peu de remporter le titre, étant devancé par Blackpool Football Club à la différence de buts. Le club remporta son premier trophée en s'imposant face au voisin d'Everton en finale de la Liverpool District Cup.

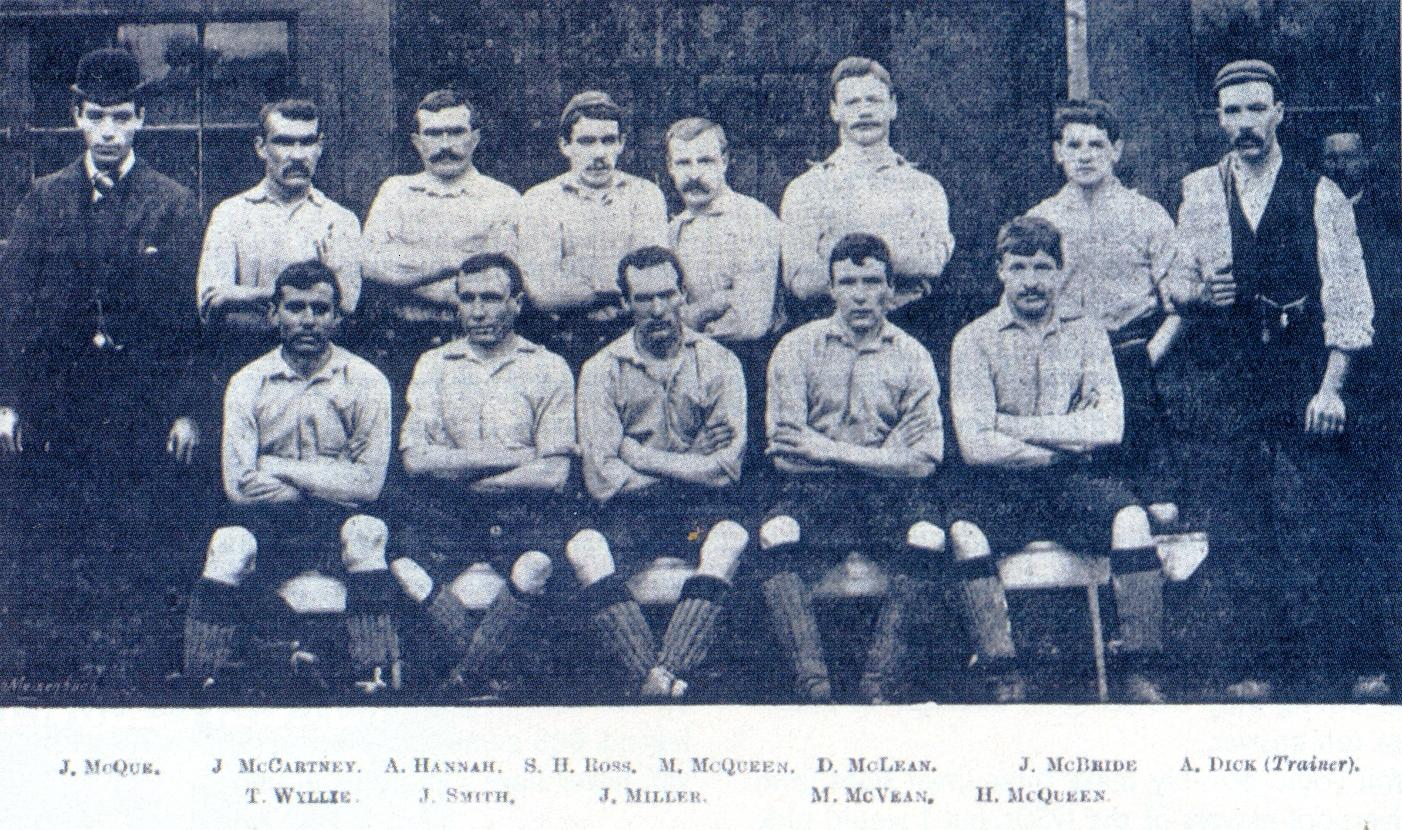
L'équipe de Liverpool lors de la saison 1892-1893.
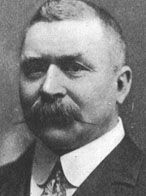
John McKenna, premier manager du Liverpool FC.
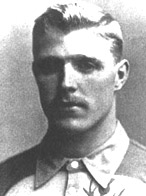
Alex Raisbeck, capitaine du Liverpool Football Club de 1898 à 1909.
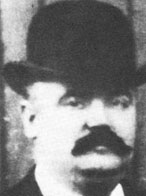
Tom Watson, premier entraîneur champion d'Angleterre avec Liverpool.

L'équipe connaît un succès immédiat : elle remporte trois trophées locaux et est admise en seconde division pour la saison 1893-1894. La première saison du club en seconde division se conclut par le titre de champion en terminant invaincu. Pour sa première saison dans l'élite, Liverpool termine seizième et est relégué, mais le club remonte à la suite d'un nouveau championnat de deuxième division remporté en 1895-1896. Au bout de trois ans en première division, le Liverpool Football Club remporte le premier de ses dix-neuf titres de champion d’Angleterre en 1901,.
La saison 1905-1906 voit le capitaine Alex Raisbeck mener ses hommes vers leur deuxième victoire dans le championnat d’Angleterre mais une période difficile s’ensuit jusqu’à ce que le club remporte le championnat d’Angleterre deux saisons de suite en 1921-1922 et 1922-23.
Les années 1930 voient évoluer à Anfield des joueurs qui marquent l'histoire du club comme Matt Busby, Elisha Scott et Gordon Hodgson, mais aucun trophée n'est remporté jusqu'à la Seconde Guerre mondiale,.
En 1936, George Kay est recruté en provenance de Southampton, pour remplacer George Patterson alors incapable de continuer à tenir sa tâche de manager. La carrière de Kay comme manager de Liverpool commence doucement avec seulement trois victoires et quatre matchs nuls en douze matchs. Le début de la saison est notamment marqué par une défaite 2-6 contre Portsmouth le 2 septembre 1936 et une autre 2-5 à Brentford ; la seule belle victoire est une victoire 7-1 contre Grimsby Town le 12 septembre, avec deux buts de Fred Howe. Liverpool finit la première saison avec Kay à la 18e place de la première division.
Liverpool finit la saison 1937-1938 en milieu de classement. Alf Hanson est le meilleur buteur du club avec 14 buts. La saison suivante, Liverpool finit onzième, Berry Nieuwenhuys, Willie Fagan et Phil Taylor ont marqué 14 buts chacun.
En vue de la saison suivante, Kay engage le jeune défenseur Bob Paisley de Bishop Auckland (transfert gratuit), et une autre légende de Liverpool : Billy Liddell. Mais les carrières de ces deux joueurs sont interrompues par la Deuxième Guerre mondiale.
Après la guerre, le club prend l'inhabituelle décision d'aller se préparer aux États-Unis et au Canada. La théorie de Kay est que le climat et la diététique en Amérique du Nord sont extrêmement bénéfiques aux joueurs.
Les Reds entament la saison en mode mineur, avec quatre victoires et trois défaites lors des sept premiers matchs. Lors d'une victoire 7-4 contre Chelsea le 7 septembre, lors de laquelle Bob Paisley fait ses débuts pour le club en championnat et Billy Liddell marque son premier but dans cette même compétition. Liverpool concède également une défaite 5-0 contre Manchester United à Maine Road. Mais les choses commencent à s'améliorer et Liverpool enchaîne sept victoires consécutives en février et mars, mettant le club sur le chemin du titre de champion.
Liverpool fait un beau parcours en Coupe d'Angleterre jusqu'à une élimination en demi-finale par le Burnley Football Club. Le club gagne la Lancashire Senior Cup, la Lancashire County Combination Championship Cup et la Liverpool Senior Cup.
Le 31 mai 1947, Liverpool se déplace à Molineux pour y rencontrer les leaders, Wolverhampton Wanderers, en ayant besoin d'une victoire pour remporter le championnat. Liverpool gagne le match 2-1. Les autres résultats sont favorables à Liverpool, et les Reds sont champions de la Football League pour la cinquième fois. C'est le temps fort de la carrière d'entraîneur de George Kay.
Les meilleurs buteurs du championnat sont Jack Balmer et Albert Stubbins avec 24 buts chacun. Ils continuent à être prolifiques sous la houlette de Kay, mais le club est incapable de viser un nouveau triomphe en championnat, finissant les trois saisons suivantes dans le bas de la première partie de tableau. En 1950, le club atteint la finale de la Coupe d'Angleterre pour la première fois depuis 36 ans, mais le match à Wembley se solde par une défaite 2-0 contre Arsenal FC,.
Kay se retire en janvier 1951, il est remplacé par Don Welsh.

### Après-guerre difficile
Liverpool remporte le premier championnat de l’après-guerre en 1946-1947. Billy Liddell, Bob Paisley, Albert Stubbins et Phil Taylor offrent ce titre aux supporters du Liverpool Football Club dont la ville a été dévastée par la guerre. Les années 1950 sont une période creuse pour le club malgré la défaite en finale de la Coupe d'Angleterre 1950 et le chiffre record de 61 905 spectateurs enregistré à l’occasion du cinquième tour de la Coupe d’Angleterre, gagné contre les Wolverhampton Wanderers en 1952. Le nouveau manager Don Welsh ne peut empêcher la relégation, la première depuis cinquante ans. En 1956, Phil Taylor succède à Welsh mais il échoue également à faire remonter le club en première division, finissant troisième en 1957 et quatrième en 1958. Taylor est remercié en novembre 1959 et remplacé par Bill Shankly.

### Liverpool entre dans la légende (1959-1985)

#### Succès nationaux et européens avec Shankly, Paisley et Fagan
Le nouveau manager Bill Shankly prend ses fonctions en décembre 1959. L'ère Shankly est marquée par un succès national et international quasiment sans précédent. Le manager écossais reste pendant 15 ans au sein du club et parvient à bâtir l'une des meilleures équipes que l'Angleterre et l'Europe n'aient jamais connu. De nombreux joueurs comme Roger Hunt, Ian Callaghan ou encore Ron Yeats sont introduits dans l'équipe par le nouvel entraîneur des Reds et marqueront l'histoire du club durant de nombreuses années. Il décide également que les joueurs doivent être tout de rouge vêtus afin d'impressionner l'adversaire. Alors que Liverpool végète en seconde division, Shankly permet au club de retrouver l'élite du football anglais trois ans après son arrivée en terminant champion de deuxième division en 1961-1962. C'est alors le début de l'une des plus grandes périodes de l'histoire du club. Deux ans seulement après son retour en première division, Liverpool remporte le championnat pour la sixième fois de son histoire, 17 ans après le dernier titre. Ce triomphe permet également aux Reds de disputer la première compétition européenne de leur histoire. Pour leurs débuts, Shankly et ses hommes réalisent lors de cette saison un parcours abouti mais perdent en demi-finale de la Coupe d'Europe des vainqueurs de coupe de football contre l'Inter Milan 4-3 sur l'ensemble des deux matchs.

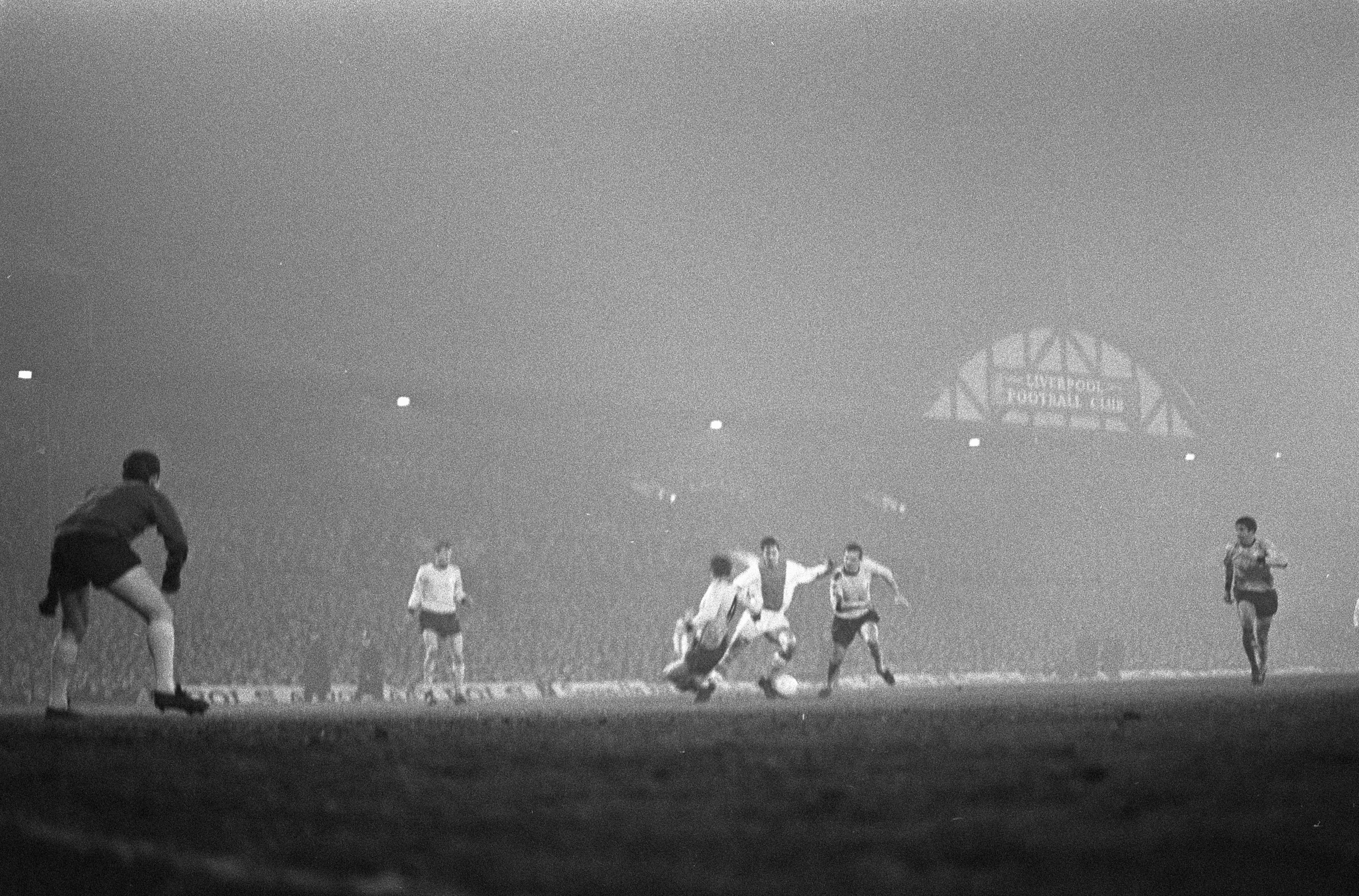
Rencontre européenne entre Liverpool et l’Ajax Amsterdam en 1966 à Anfield.

Sur le plan national, les pensionnaires d'Anfield ne parviennent pas à conserver leur titre mais remportent toutefois la toute première Coupe d'Angleterre de leur histoire en l'emportant face à Leeds United, l'une des meilleures équipes du royaume.
En 1966, Shankly et ses hommes parviennent à reconquérir le titre de champion d'Angleterre mais manquent de décrocher leur premier titre européen en échouant en finale de la Coupe d'Europe des vainqueurs de coupe après prolongation contre le Borussia Dortmund à Hampden Park le 5 mai 1966,. Les années qui suivent voient Shankly renforcer l'effectif du club en faisant venir plusieurs joueurs de renommée qui marqueront l'histoire du club comme Ray Clemence ou Kevin Keegan. Grâce aux bons parcours précédents en Coupes d'Europe, Liverpool commence à se faire un nom sur la scène continentale et remporte finalement sa première Coupe UEFA en 1973 en battant le Borussia Mönchengladbach,. Au match aller, à Anfield, l'équipe hôte domine l'équipe allemande grâce à un doublé de Kevin Keegan et un troisième but de Larry Lloyd. Malgré une défaite 0-2 au match retour, les Reds remportent leur premier trophée européen et sont la même année de nouveau champions d'Angleterre, sept ans après leur dernier sacre national.

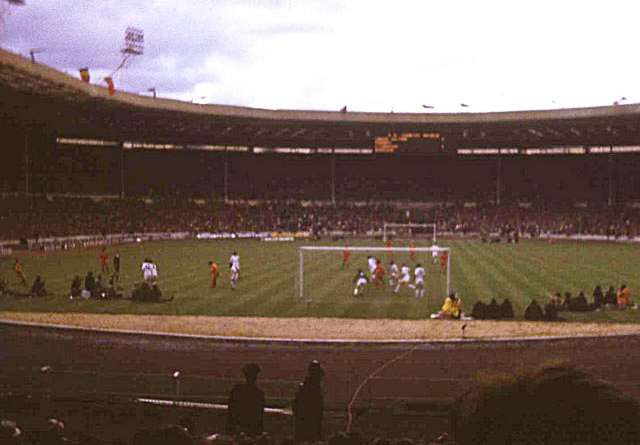
Liverpool lors du Community Shield en 1974 face à Leeds United à Wembley.

En 1974, Shankly remporte son dernier trophée avec Liverpool en conduisant le club à son second triomphe en FA Cup en battant largement Newcastle United 3-0. Épuisé par la pression du monde du football, il décide la même année de quitter son poste d'entraîneur et cède la main à son adjoint, Bob Paisley. Celui-ci remporte son premier trophée à la tête du club quelques semaines seulement après sa nomination en battant Leeds United lors du Community Shield. Grâce au travail de Paisley et aux joueurs talentueux recrutés ou promus par Shankly tels que Ian Callaghan, Roger Hunt Kevin Keegan ou encore Emlyn Hughes, Liverpool se forge un palmarès de légende sur la scène européenne. L'équipe remporte la Coupe UEFA pour la seconde fois de son histoire en 1976en venant à bout de Bruges en finale après avoir notamment éliminé le FC Barcelone lors des demi-finales. Comme lors de leur premier sacre dans cette compétition, les Reds remportent également le championnat d'Angleterre la même année

La saison suivante, Liverpool rentre définitivement dans la grande histoire du football européen en remportant la toute première coupe des clubs champions européens de son histoire grâce à une victoire 3-1 contre le Borussia Mönchengladbach.

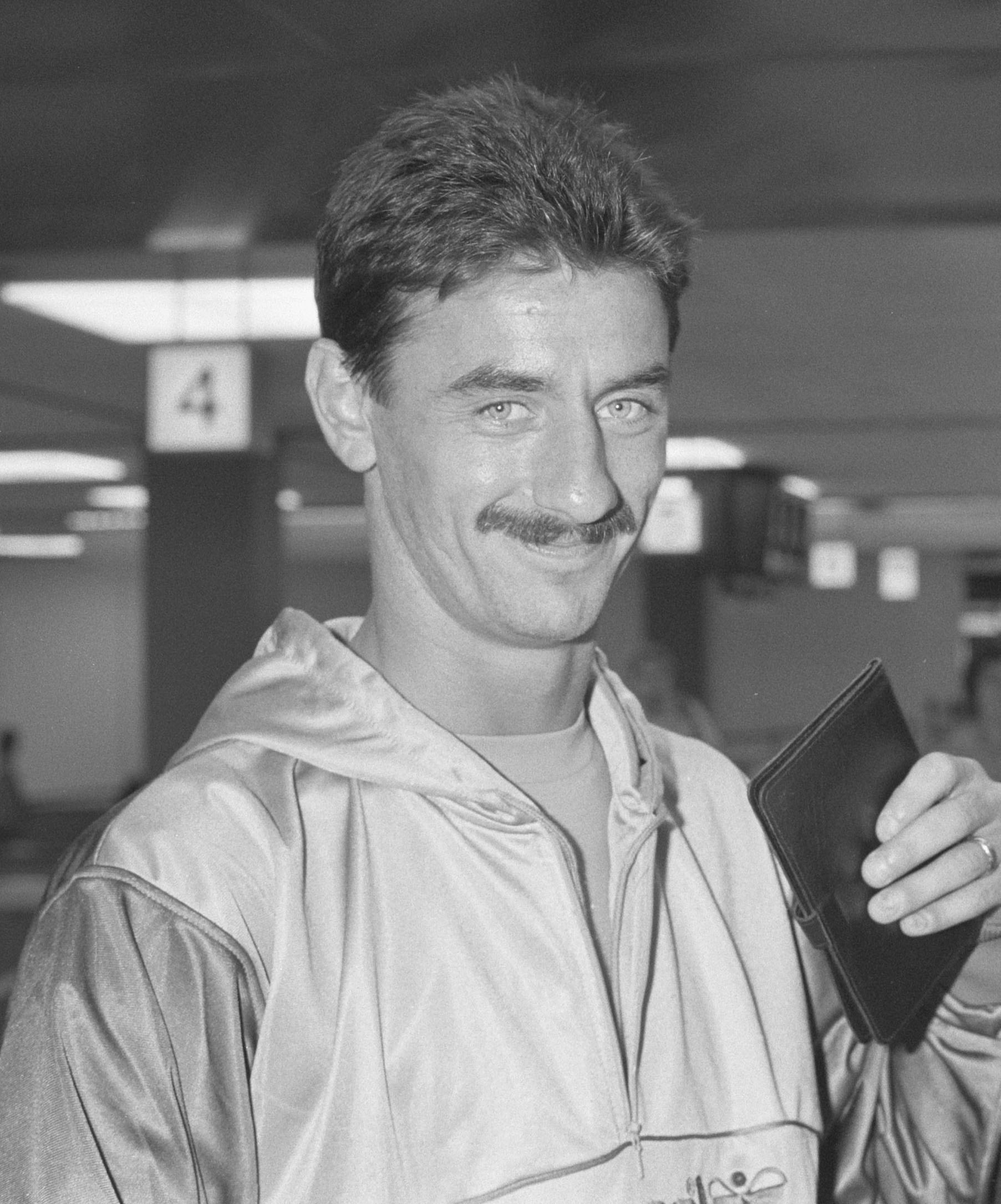
Ian Rush, star d'Anfield pendant 15 ans, arrive au club en 1980.

À la tête de la meilleure équipe d'Europe, et ce malgré le départ de Keegan pour le HSV Hambourg, Paisley réalise l'exploit de remporter la plus prestigieuse des compétitions européennes deux fois consécutivement. Après leur succès initial en 1977, les Reds gardent en effet leur titre l'année suivante en l'emportant une nouvelle fois face au Club de Bruges, qu'ils avaient déjà battu en finale de la Coupe UEFA en 1976. En 1980, Paisley recrute, en provenance de Chester City un jeune attaquant gallois du nom de Ian Rush qui deviendra le meilleur buteur de l'histoire du club. Liverpool et Paisley retrouvent les sommets continentaux en 1981 en remportant la troisième C1 de leur histoire face au Real Madrid.
Au total, sous la houlette de Paisley, le club remporte six championnats d'Angleterre, trois Coupes des clubs champions européens, une Coupe UEFA, une Supercoupe de l'UEFA, six Community Shields et trois Coupes de la ligue. Ancré dans l'histoire du club à tout jamais, il laisse sa place à Joe Fagan en 1983 avec qui Liverpool s'adjuge la Coupe des clubs champions européens 1983-1984. Il s'agit du sixième trophée européen en dix ans remporté par le club.

### Tragédies du Heysel et de Hillsborough et léger déclin (1985-2000)

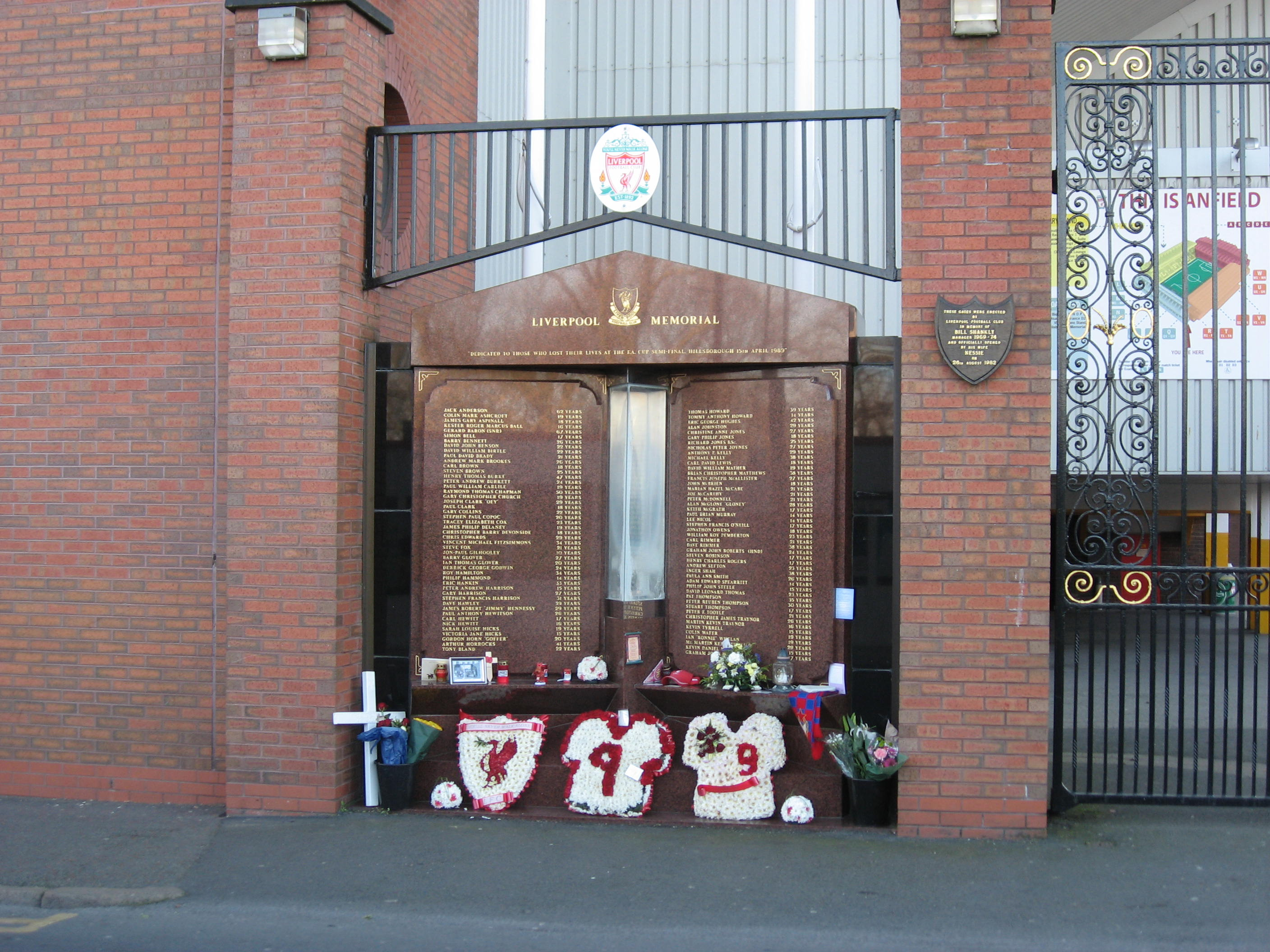
Mémorial en hommage aux victimes du drame de Hillsborough.

La finale de Coupe des clubs champions européens 1984-1985 disputée entre Liverpool, tenant du titre, et la Juventus de Michel Platini et qui voit le club italien s'imposer 1-0 sur un penalty de son meneur de jeu français, est endeuillée par le drame du Heysel où meurent trente-neuf supporters . À cause de cette tragédie, due en grande partie aux hooligans, les clubs anglais sont bannis de coupes d'Europe pour une durée de cinq ans. Le Liverpool Football Club devait être écarté des compétitions européennes pour une durée indéterminée. La sanction sera finalement de six ans,.
Alors joueur, Kenny Dalglish prend la succession de Joe Fagan en tant que manager. Il offre au club ses derniers succès majeurs sur la scène nationale avec trois succès en cinq saisons dans le championnat d'Angleterre. Liverpool est encore une fois frappé par le sort en 1989 en demi-finale de la coupe d'Angleterre, quatre-vingt-seize fans trouvant la mort au cours de la tragédie de Hillsborough. Le LFC et ses supporters sont durement attaqués par la presse, notamment par le quotidien The Sun, qui multiplie les accusations mensongères. Une enquête indépendante disculpera le club en 2012 et soulignera la responsabilité de la police.
L'Écossais quitte ses fonctions au cours de la saison 1990-1991. Ses successeurs, Graeme Souness puis Roy Evans, ne peuvent rivaliser avec Arsenal et le rival Manchester United qui se distingue notamment en Angleterre et en Europe en réalisant le triplé Championnat-Coupe-Ligue des champions en 1999.

### L'européanisation du club et membre du Big four dans les années 2000

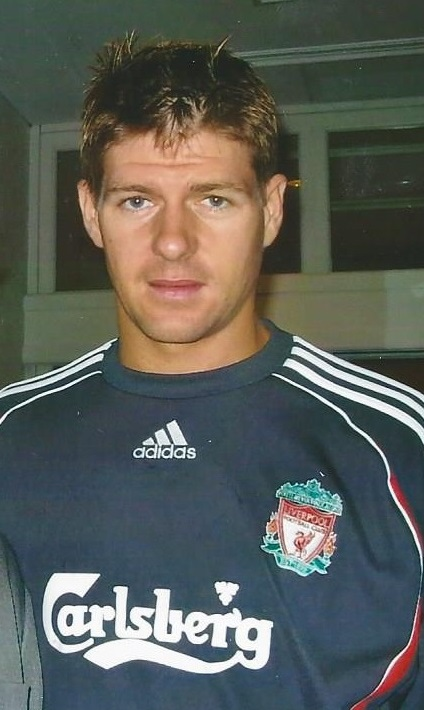
Steven Gerrard est nommé capitaine du club en 2003.

Épaulé durant une courte période par Roy Evans, Gérard Houllier est ensuite nommé manager du club. Il devient le tout premier manager non britannique de l'histoire du club et permet au club de regagner ses premiers trophées majeurs depuis le début des années 1990. Les Reds réalisent notamment une incroyable saison en 2000-2001 en remportant cinq trophées. Le club remporte tout d'abord le Community Shield en ouverture de saison face à leurs rivaux de Manchester United 2-1. Par la suite, Houiller et ses hommes remportent la Coupe de la Ligue en l'emportant face à Birmingham City, triomphent face à l'Arsenal d'Arsène Wenger, l'un des meilleurs clubs du pays et remportent une troisième Coupe de l'UEFA remportée 5-4 après prolongation contre le Deportivo Alavés, ainsi que la deuxième Supercoupe de l'UEFA quelques mois plus tard face au Bayern Munich. Mais malgré une nouvelle victoire en Coupe de la Ligue en 2003, acquise contre l'éternel rival Manchester United, le club ne parvient pas à rivaliser avec les Red Devils et les Gunners qui dominent le football anglais de la tête et des épaules en se partageant tous les titres de champions d'Angleterre depuis 1995. En 2003, Houllier confie le brassard de capitaine au milieu de terrain de 23 ans, Steven Gerrard, formé au club et dont les performances en ont fait un cadre de l'équipe.
Voyant le club contraint de se battre uniquement pour les places européennes aux côtés de Leeds United, Chelsea ou Newcastle United les dirigeants et supporteurs reprochent de plus en plus à Houllier les performances irrégulières de l'équipe, et à l'issue de la saison 2003-2004, le contrat de Houllier n'est pas renouvelé.

#### L’ère Benitez et le miracle d’Istanbul

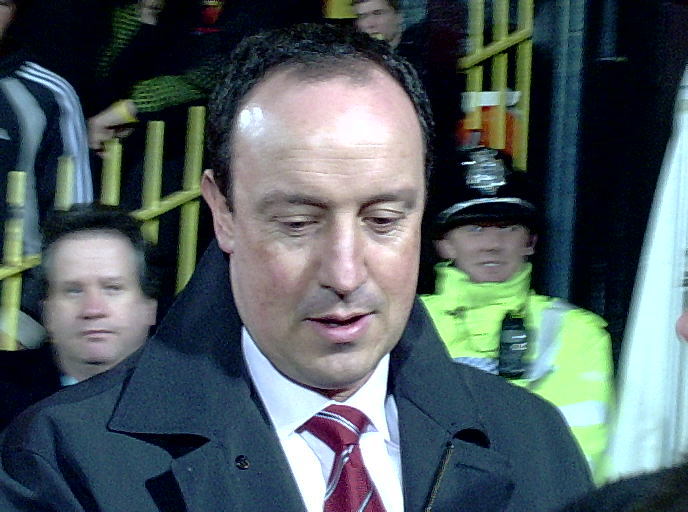
Rafael Benítez, manager de Liverpool de 2004 à 2010.

Le Français est remplacé en 2004 par l'ancien entraîneur de Valence, l'Espagnol Rafael Benítez,. L'effectif, alors composé de joueurs francophones, est transformé par Benitez qui recrute de nombreux joueurs espagnols. Pour sa première saison au club, Benitez termine cinquième en Premier League mais parvient à remporter la cinquième Ligue des champions de l'histoire du club. Deuxième de son groupe derrière l'AS Monaco, Liverpool est relativement épargné lors des huitièmes de finale et parvient à se défaire facilement des Allemands du Bayer 04 Leverkusen, 6-2 sur l'ensemble des deux matchs. En quart, Benitez et ses hommes ont rendez-vous avec la Juventus. Après une victoire 2-1 à Anfield, ils obtiennent un partage 0-0 lors du match retour au Stadio delle Alpi et se qualifient pour le dernier carré. À cette occasion, Liverpool a rendez-vous avec le Chelsea de José Mourinho, l'un des favoris de la compétition pour un choc 100 % anglais. Après un match nul 0-0 à Stamford Bridge, les Reds l'emportent 1-0 dans un stade d'Anfield en folie grâce à un but controversé de l'Espagnol Luis García. 20 ans après le drame du Heysel, Liverpool retourne ainsi en finale de la plus prestigieuse des compétitions européennes. Se produit alors en finale le Miracle d'Istanbul face au Milan AC. Menés 3-0 à la mi-temps, les Reds vont réussir à revenir au score au retour des vestiaires en six minutes, grâce à des buts de Steven Gerrard, Vladimír Šmicer et Xabi Alonso. Les deux équipes ne parvenant pas à se départager, c'est ensuite le gardien polonais Jerzy Dudek qui s'illustre en arrêtant deux tirs au but. Liverpool remporte ainsi sa cinquième coupe aux grandes oreilles grâce à cette victoire, symbole de ténacité et de fighting spirit, qui fera le tour du monde.

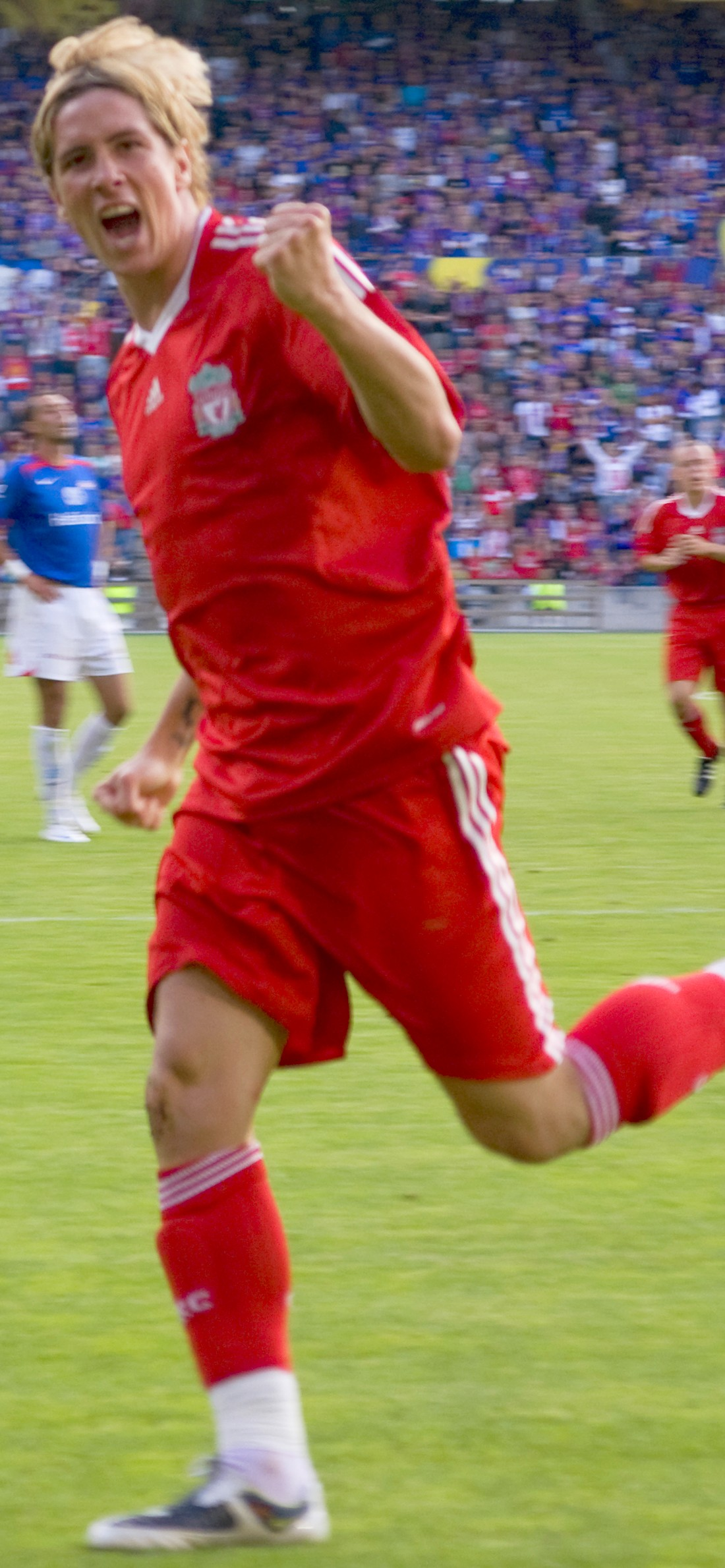
Fernando Torres brille sous les couleurs de Liverpool entre 2007 et 2011.

En 2006, le club remporte sa septième FA Cup face à West Ham United au terme d'une finale complètement folle. Menés 2-0 après 28 minutes de jeu, les Reds font preuve du même esprit que lors de leur triomphe à Istanbul un an plus tôt et parviennent à égaliser grâce à des buts de Djibril Cissé et du capitaine Steven Gerrard. De nouveau mené au score à l'heure de jeu, Liverpool arrache les prolongations à la dernière minute grâce à une frappe puissante de Gerrard, qui réalise un doublé. Incapables de se départager en prolongation, les deux équipes sont contraintes de disputer une séance de tirs au but au bout de laquelle les pensionnaires d'Anfield l'emportent.
Le 6 février 2007, George N. Gillett Jr. se porte acquéreur du club en compagnie du milliardaire Tom Hicks. Lors de la saison 2006-2007, l'équipe se qualifie pour une nouvelle finale de Ligue des champions face à l'AC Milan, mais elle perd ce match sur un score de deux buts à un. Durant l'intersaison, le club casse sa tirelire pour faire venir le jeune prodige espagnol Fernando Torres en provenance de l'Atlético de Madrid. Très vite, Torres s'adapte à la rigueur du football anglais et devient l'un des meilleurs buteurs d'Europe. Troisième au ballon d'or 2008, il forme avec Gerrard, l'un des meilleurs passeurs du championnat, un redoutable duo et permet aux Reds de réaliser de beaux parcours européens. Au cours de la saison 2007-2008, l'équipe arrive en demi-finale de Ligue des champions mais termine quatrième du championnat, performance décevante pour les supporters pour qui l'attente d'un nouveau titre de champion d'Angleterre devient interminable.
La saison 2008-2009 est toutefois porteuse d'un nouvel espoir pour les fans. Le club réalise un début de campagne de qualité et parvient à mettre fin à la série d'invincibilité de 86 matchs à domicile de Chelsea en l'emportant 1-0 à Stamford Bridge le 26 octobre 2009. Malheureusement, à la suite d'une seconde partie de campagne exceptionnelle de la part de Manchester United, les Reds finissent vice-champions d'Angleterre à quatre points des Red Devils. La saison suivante est plus compliquée, le club termine troisième de son groupe en Ligue des champions et est reversé en Ligue Europa. Liverpool atteint les demi-finales de cette compétition mais termine à une très décevante septième place en championnat. Rafael Benitez part à la fin de la saison 2009-2010 et est remplacé par Roy Hodgson.

### Un relatif déclin au début des années 2010
Sous la pression des supporters, les deux présidents américains sont mis sur la sellette. Le club est finalement vendu au consortium américain New England Sports Ventures. Les mauvais résultats (12e en championnat) et la pression du club poussent rapidement Roy Hodgson vers la sortie. Il est remplacé le 9 janvier 2011 par l'ancien joueur et légende des Reds Kenny Dalglish. Dans les derniers jours du mercato hivernal 2011, Liverpool est très actif, cède Fernando Torres et recrute Luis Suárez ainsi qu'Andy Carroll. Après une remontée dans la dernière partie de la saison, le club finit sixième. Dalglish peut alors construire son équipe lors du marché estival et britannise le club avec les arrivées de Charlie Adam, Stewart Downing, Jordan Henderson, Doni, Jose Enrique, Sebastián Coates et Craig Bellamy. En 2011-2012, l'équipe remporte la League Cup face à Cardiff City, est finaliste de la Coupe d'Angleterre et termine à la 8e place en championnat. Kenny Dalglish est licencié à l'issue de la saison.

#### 2013-2014, une saison presque historique avec Brendan Rodgers
Lors de la saison 2012-2013, Liverpool est sous les ordres de Brendan Rodgers. Cette première saison compliquée voit les Reds terminer en septième position. Mais lors de la saison 2013-2014, ils créent la surprise et terminent en seconde position à deux points du titre juste derrière Manchester City en pratiquant un football très offensif grâce aux attaquants Luis Suárez, Daniel Sturridge et Raheem Sterling. Liverpool retrouve ainsi la Ligue des champions, après quatre ans d'absence, mais se sépare de Suárez en le vendant au FC Barcelone contre 85 millions d'euros.
La saison 2014-2015 s'avère difficile pour les Reds à la suite du départ de leur meilleur buteur. L'équipe termine la saison à la sixième place. Reversé en Ligue Europa, le succès n'est toujours pas au rendez-vous et elle est éliminée par Besiktas lors des 16e de finale. À la suite d'un début de saison 2015-2016 en dessous des attentes du club et d'un énième match nul, cette fois-ci face au Everton FC, les dirigeants décident de se séparer de Brendan Rodgers au mois d'octobre et engagent l'Allemand Jürgen Klopp, libre après avoir quitté le Borussia Dortmund.

### L’ère Klopp - Retour au sommet (2015-2024)

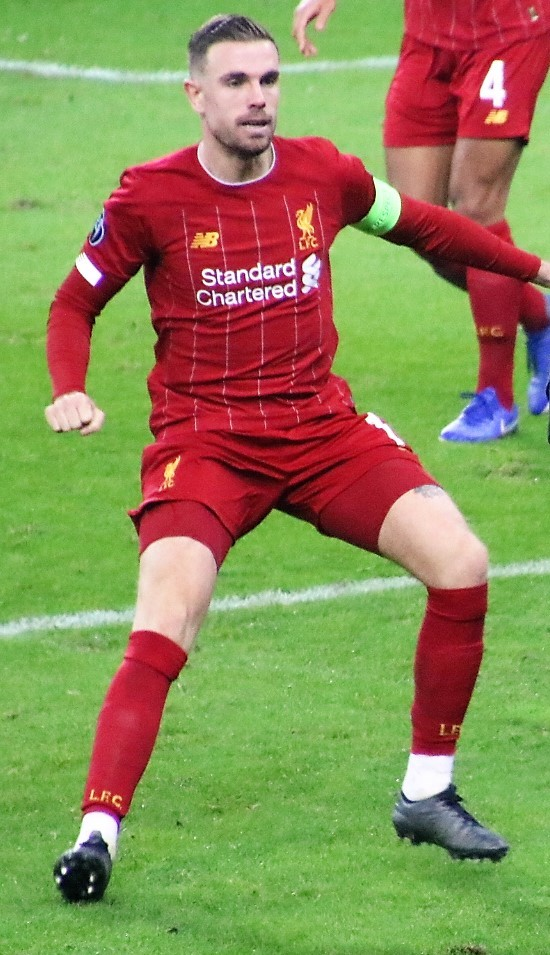
Jordan Henderson, capitaine du club de 2015 à 2023.

Jürgen Klopp, réputé pour son fameux « Gegenpressing » et pour être un fantastique meneur d'hommes, parvient, en l'espace de quelques mois à remobiliser une équipe en manque de confiance et obtient rapidement des résultats. Klopp parvient notamment à hisser l'équipe en finale de la Coupe de la Ligue, finalement perdue aux tirs au but face à Manchester City.

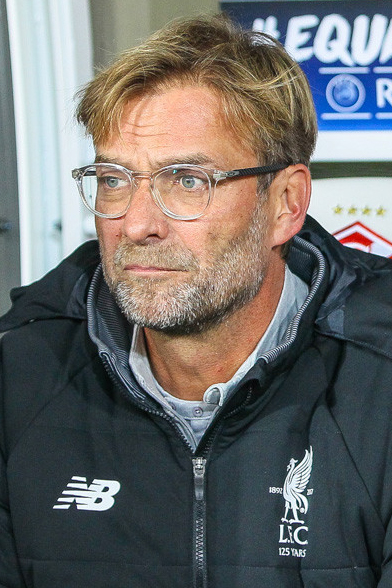
Jürgen Klopp entraîne Liverpool d'octobre 2015 à mai 2024.

Sur le plan européen, le club parvient à atteindre la finale de la Ligue Europa, signant notamment un exploit lors du quart de finale face au Borussia Dortmund au cours duquel les Reds parviennent à se qualifier à l'issue d'un match retour prolifique à Anfield (4-3) faisant suite à un match nul 1-1 en Allemagne, avec notamment trois buts inscrits lors de la dernière demi-heure de jeu. Vainqueur par la suite de Villarreal, Liverpool échoue en finale face au FC Séville (1-3). En plus de ces deux finales perdues, l'équipe termine huitième en championnat, ce qui la prive de compétition européenne la saison suivante.
La saison 2016-2017 est la première saison pleinement en charge par l'entraîneur Jürgen Klopp. La première partie de la saison est plutôt réussie, Liverpool occupant la deuxième place à l'issue de la phase aller du championnat, à six points du leader Chelsea. Néanmoins la seconde partie du championnat débute mal. Le club doit attendre le 11 février et une victoire 2-0 contre Tottenham pour enfin gagner en 2017 avant de terminer à la quatrième place du championnat. Le mercato estival de la saison 2017-2018 est notamment marqué par l'arrivée de Mohamed Salah pour 42 millions d'euros, plus 8 millions d'euros de bonus.
Porté par le trio offensif Mohamed Salah, Roberto Firmino et Sadio Mané, tous trois auteurs de dix buts, et James Milner, auteur de neuf passes décisives, record historique , le club se hisse la saison suivante en finale de la Ligue de champions, finalement perdue sur le score de trois buts à un face au Real Madrid.

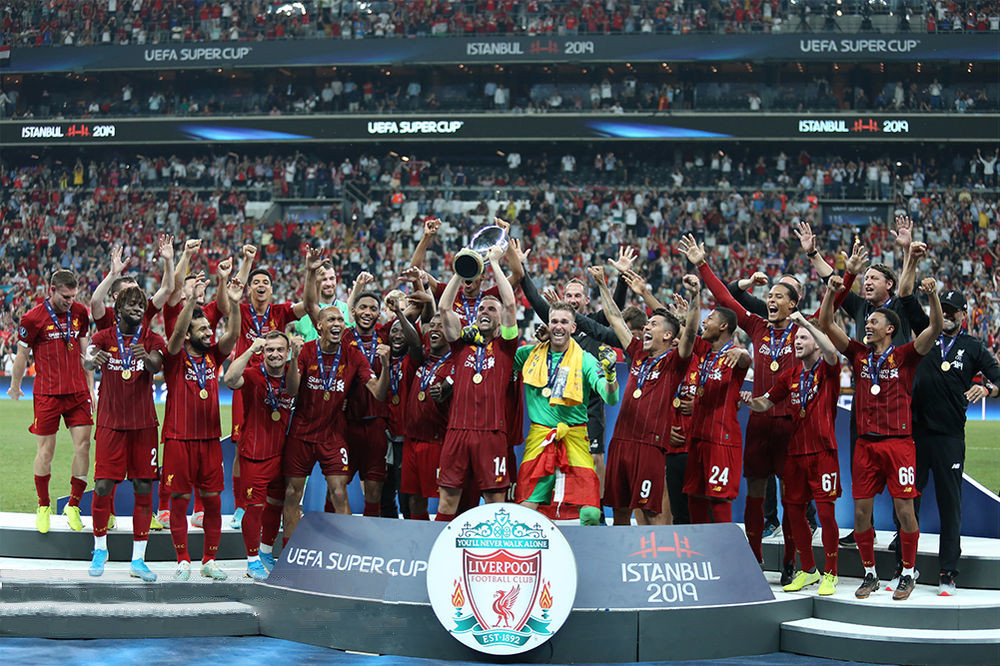
Liverpool remporte la Supercoupe de l’UEFA face à Chelsea en août 2019.

Lors de la saison 2018-2019, le club tient son rang de favori sur la scène européenne et accède de nouveau à la finale après avoir notamment renversé le FC Barcelone lors de la demi-finale (0-3 ; 4-0) dans le cadre de la « Redmontada ». En championnat, le club ne quitte pas une journée le podium et se tient au coude à coude avec Manchester City jusqu'à l'ultime journée pour le titre. Le 1er juin 2019, Liverpool remporte sa sixième Ligue des champions en battant Tottenham lors de la finale (2-0).

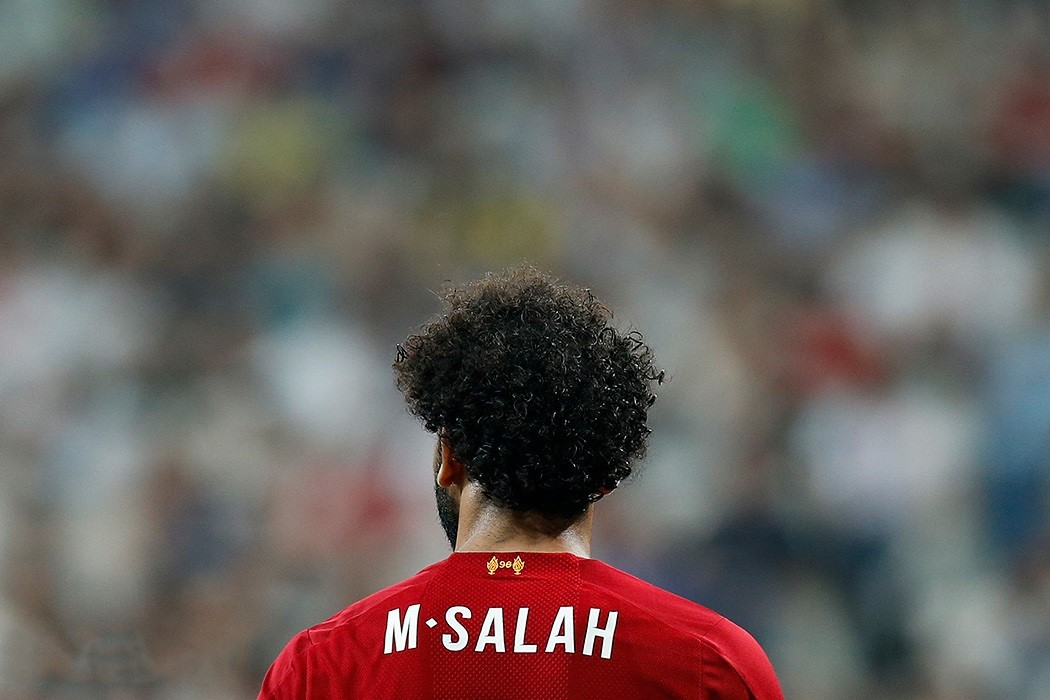
Mohamed Salah, joueur majeur des succès du club sous Klopp.

Deux mois plus tard, Klopp et ses hommes entament la saison 2019-2020 par une défaite face à Manchester City lors du Community Shield à l'issue de la séance des tirs au but. Quelques semaines plus tard, les Reds disputent la Supercoupe d’Europe face à un autre rival anglais, Chelsea, vainqueur de la Ligue Europa. Après un match nul 2-2 et une nouvelle séance de tirs au but, Liverpool l'emporte cette fois pour son quatrième sacre dans la compétition. Liverpool conclut son année 2019 en remportant un troisième trophée avec une victoire en Coupe du monde des clubs, battant en finale l'équipe brésilienne de Flamengo.
Trente ans après son dernier sacre, Liverpool remporte le championnat d'Angleterre en 2020, lors d'une saison que le club aura outrageusement dominée, dans un contexte très particulier lié à la pandémie de Covid-19. Après une victoire éclatante de Liverpool sur le score de 4-0 contre Crystal Palace, c'est la défaite de Manchester City à Stamford Bridge face aux Blues de Chelsea (2-1 pour les joueurs de Lampard avec des buts de Christian Pulisic et Willian contre une réalisation de Kevin De Bruyne) pour clore la 31e journée qui sacre les Reds.
Champion en titre, Liverpool aborde la saison 2020-2021 avec l'étiquette de favoris à sa propre succession. Toutefois, à l'occasion d'un derby de la Mersey le 17 octobre 2020, Virgil van Dijk, pilier de la défense et homme fort de Klopp se blesse gravement lors d'un contact avec Jordan Pickford et sera absent durant le reste de la saison. Cette absence, combinée à d'autres blessures, vont alors faire sombrer les Reds dans la plus profonde crise sportive de l'ère Jürgen Klopp. Eliminé sans gloire contre le Real Madrid en quarts de finale de la Ligue des champions, Liverpool se retrouve même éjecté du top 4 durant une bonne partie de la saison. Le club enchaîne même six défaites consécutives à domicile en championnat pour la première fois depuis la saison 1954-1955. Une fin de saison plus encourageante avec notamment un but à la dernière minute du gardien Alisson, pour l'emporter face à West Bromwich Albion permettent toutefois au club de terminer sur le podium, et d'ainsi se qualifier pour l'édition 2021-2022 de la Ligue des champions.

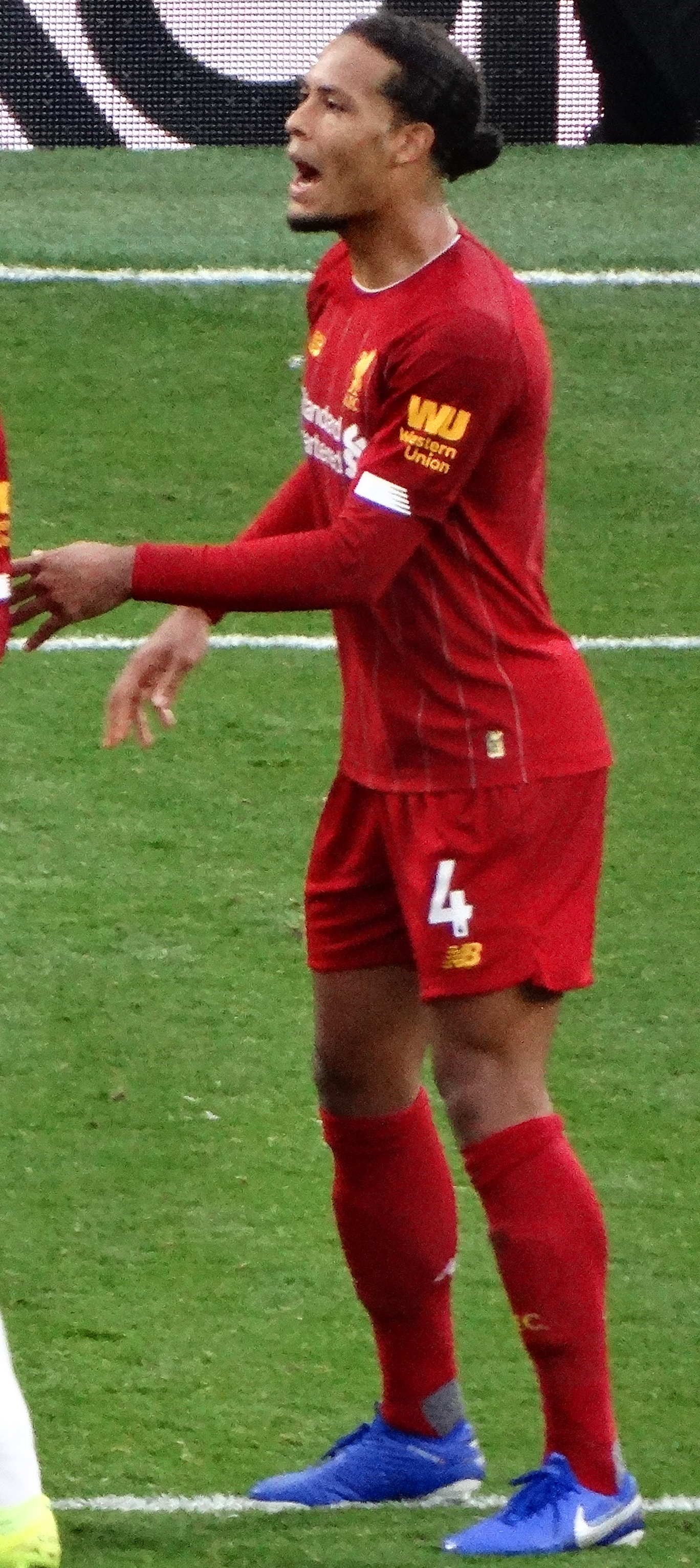
Virgil van Dijk, capitaine du club depuis 2023.

La saison 2021-2022 du Liverpool FC est la cent trentième saison de l'histoire du club et la soixantième consécutive dans l'élite du football anglais. Elle peut être considérée comme l'une des meilleures de son histoire, car ce qui empêche les Reds de gagner un quadruplé historique sont une deuxième place en championnat pour un point (Manchester City mené 2-0 à la dernière journée remonte à 3-2) et une défaite 1-0 face au Real Madrid en finale de la Ligue des champions.
Après la saison 2021-2022, la saison 2022-2023 fut assez compliquée pour Liverpool, beaucoup de blessés, des joueurs fatigués notamment par l'âge (32 ans pour Henderson, 36 ans pour Milner notamment) mentalement et physiquement qui auront du mal à passer outre cette saison mémorable, le club sera éliminé de toutes les compétitions assez tôt et ne terminera que cinquième de Premier League ce qui les privera de Ligue des champions.
Beaucoup de départs significatifs après cette saison compliquée : Jordan Henderson (capitaine du club depuis 2015), Roberto Firmino, James Milner, Fabinho, Naby Keïta et Alex Oxlade-Chamberlain. Certains parlent même d’un renouveau dans l’ère Klopp, car de nouveaux milieux de terrains comme Alexis Mac Allister, Dominik Szoboszlai et Ryan Gravenberch arrivent au club lors du mercato d'été.
Virgil van Dijk est nommé capitaine du club après le départ de Jordan Henderson. Trent Alexander-Arnold est, lui, nommé vice-capitaine après le départ de James Milner. En janvier 2024, Jürgen Klopp annonce son départ du club en fin de saison. Les Reds remportent la League Cup, contre Chelsea un mois plus tard. Ce trophée sera le dernier gagné par Klopp à Anfield. Liverpool termine troisième du championnat et retrouve la Ligue des champions lors de la saison 2024-2025. 

### L’après Klopp (2025-)
En mai 2024, le club annonce l'arrivée d'Arne Slot sur le banc. Le club de la Mersey réalise un excellent début de saison 2024-2025 : il termine premier de la phase de groupe de Ligue des Champions et est solidement en tête de la Premier League, comptant six points d'avance sur Arsenal à la mi-saison.

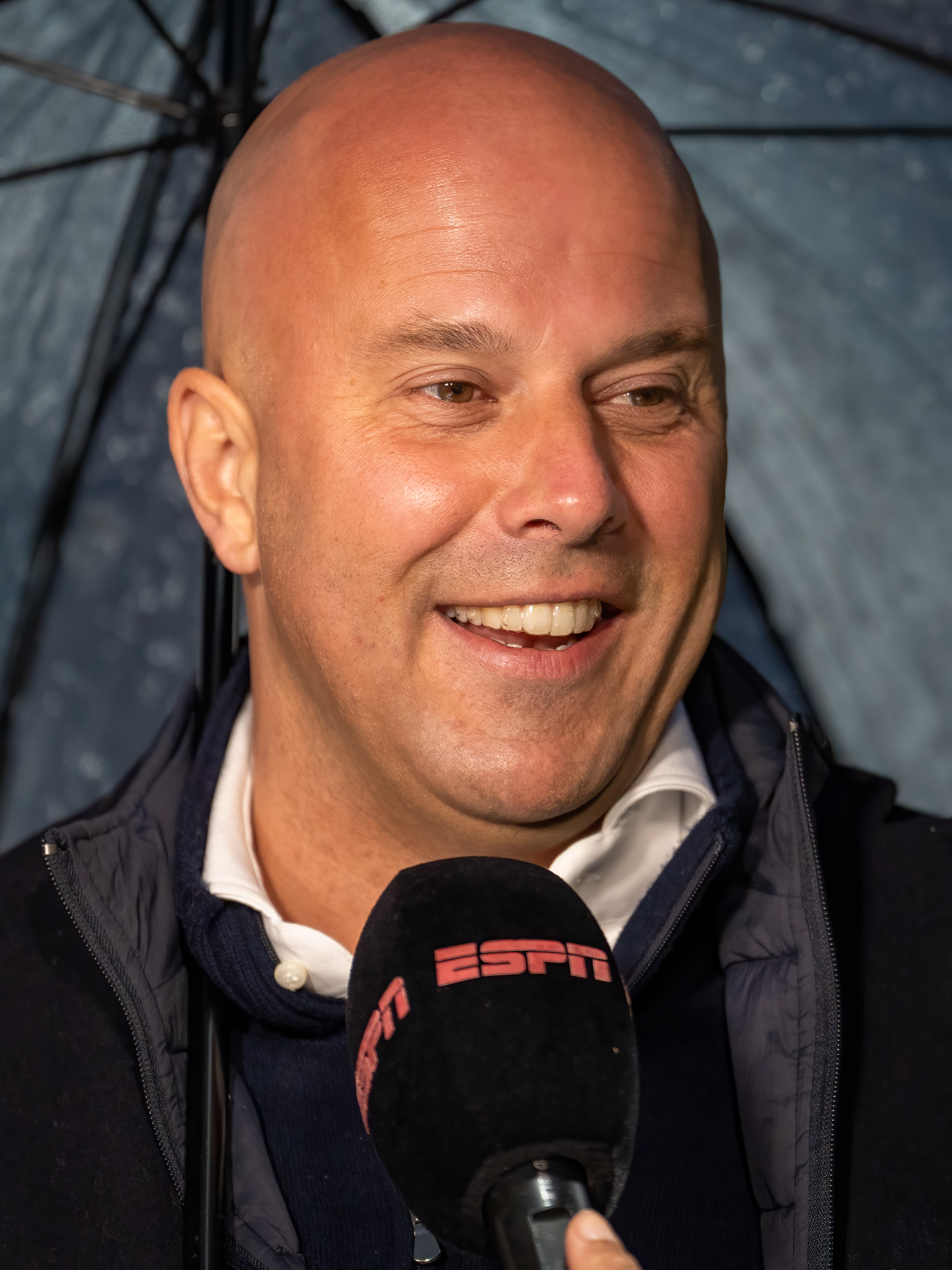
Arne Slot, l'entraîneur actuel.

L'équipe connaît des difficultés durant l'hiver, avec une défaite en FA Cup face à Plymouth Argyle le 9 février, suivie d'une élimination en Ligue des champions face au Paris Saint-Germain le 11 mars puis d'une défaite en finale de la League Cup face à Newcastle cinq jours plus tard. Toutefois, Liverpool domine toujours la Premier League, notamment en remportant ses deux confrontations face à Manchester City pour la première fois en dix ans. Le 27 avril 2025, Liverpool bat Tottenham à Anfield sur le score de 5 buts à 1, assurant son vingtième titre de champion à quatre matchs de la fin de la saison. Arne Slot devient, dès lors, l'un des cinq entraineurs à avoir remporté la Premier League lors de sa première saison au sein du club.
L'intersaison qui suit est marquée par le décès de Diogo Jota et de son frère dans un accident de voiture en Espagne. De nombreux hommages lui sont rendus à travers le monde et un mémorial, au départ temporaire puis permanent, est installé devant Anfield. Le 11 juillet, le club annonce retirer le numéro 20 qu'il portait, et ce dans toutes les catégories d'âge.

## Identité visuelle

### Couleurs

#### Domicile
Les couleurs traditionnelles de Liverpool sont le rouge et le blanc, avec un équipement complètement rouge depuis la seconde moitié des années 1960. Mais ce n'a pas toujours été le cas. Dans les premières années, lorsque le club reprend le stade d'Anfield à Everton, ils utilisent les couleurs des Toffees : bleu et blanc. Liverpool adopte ensuite le rouge. En 1901, le Liver bird est adopté comme insigne du club. Pour les soixante années suivantes, l'équipement de Liverpool est maillot rouge avec short blanc et des chaussettes de couleurs différentes, rouge, noir puis blanc, avant un retour au rouge. En 1964, Bill Shankly, alors manager de Liverpool, décide de faire jouer l'équipe tout en rouge, pour la première fois contre Anderlecht.
| 1892–96 | 1896–1902 | 1902–07 | 1907–10 | 1910–31 | 1931–32 | 1932–34 | 1934–36 | 1936–46 | 1946–47 |
| 1947–56 | 1956–59   | 1959–65 | 1965–76 | 1976–82 | 1982–85 | 1985–86 | 1986–91 | 1993–95 | 1995–96 |
| 2010–12 | 2023-24   |         |         |         |         |         |         |         |         |

#### Extérieur
Les couleurs de Liverpool lorsque le club joue à l'extérieur étaient traditionnellement maillot blanc et short noir ou un équipement tout jaune. En 1987, un équipement gris est introduit et il est utilisé jusqu'à la saison du centenaire, en 1991-1992. Il est alors remplacé par une combinaison de maillots verts et shorts blancs. Différentes combinaisons sont utilisées dans les années 1990, incluant or et bleu marine, jaune clair, noir et gris, et écru. Dans les années 2000, le club utilise une tenue qui alterne entre jaune et blanc chaque année. En 2010, le maillot extérieur est noir avec les bandes rouges de l'équipementier sportif Adidas. Liverpool a aussi un troisième jeu de maillots composé d'un maillot blanc et d'un short blanc. Les joueurs portent cette tenue en coupe d'Europe et lorsqu'ils ne peuvent pas utiliser les deux autres maillots.
| Pre–1892 | 1892–96 | 1896–97 | 1900–06 | 1906–07 | 1909–11                                       | 1911–22 | 1922–23 | 1923–24 | 1924–31                                         |
| 1931–38  | 1938–57 | 1957–64 | 1964–68 | 1968–70 | 1972–73                                       | 1975–76 | 1976–80 | 1980–81 | 1981–85                                         |
| 1985–86  | 1986–87 | 1987–91 | 1991–93 | 1993–95 | 1995–96                                       | 1996–97 | 1997–98 | 1998–99 | 1999–2000                                       |
| 2000–01  | 2001–02 | 2002–03 | 2003–04 | 2004–05 | 2005–06                                       | 2006–07 | 2007–08 | 2008–09 | Fichier:Kit right arm liverpool091a.png 2009–10 |
| 2010–11  | 2011–12 | 2012–13 | 2014–15 | 2015–16 | Fichier:Kit socks liverpool1617al.png 2016–17 | 2017–18 | 2018–19 | 2019–20 | 2020–21                                         |
| 2021–22  | 2022–23 | 2023-24 |         |         |                                               |         |         |         |                                                 |

### Logos
Le symbole principal du club est un liver bird, un oiseau mythique, mi-cormoran et mi-aigle, devenu le symbole de la ville de Liverpool. On le trouve au sommet des deux tours du Royal Liver Building sur les bords de la Mersey, sur les quais de Liverpool. La légende raconte que le jour où le Liver bird du Royal Liver Building s'envolera, ce sera la fin de la ville.
Représenté sur le maillot du Liverpool Football Club dès 1955, le Liver bird est représenté jusqu'en 1969 en rouge sur un ovale blanc sur les maillots à domicile. Les couleurs sont inversées sur les maillots à l'extérieur avec un oiseau blanc dans un ovale rouge. Pendant la première moitié des années 1970, l'oiseau mythique est représenté seul en blanc sur le maillot rouge. La couleur du Liver bird devient jaune en 1976 et le reste neuf saisons. Les saisons 1985-1986 et 1986-1987 sont les dernières où le maillot de Liverpool est marqué du seul Liver bird de couleur blanche.
En 1987, le blason du club apparaît sur les maillots du club. En 1992, le logo change pour un blason jaune. Il reste sur les maillots du Liverpool Football Club jusqu'en 2000 avant un nouveau changement pour le logo. Ce blason est fondé sur le traditionnel Liver bird qui est placé à l'intérieur d'un bouclier. Au-dessus du bouclier, il y a une représentation du Shankly Gates avec le célèbre hymne du club : You'll Never Walk Alone. Les flammes de chaque côté sont le symbole de la tragédie de Hillsborough et en référence à son mémorial, où une flamme éternelle brûle à l'extérieur d'Anfield, à la mémoire des 96 victimes qui sont mortes dans ce désastre. Le nombre 96 est devenu un symbole du club, les supporteurs chantent depuis cet évènement « Justice for the 96 ». Le 16 avril 2009, vingt ans après la tragédie, le Liverpool Football Club fait sonner les cloches 96 fois en hommage aux victimes.
En 2025, le club annonce, via son site internet, mettre à jour l'identité visuel de l'équipe, en s'inspirant du liver bird. Ainsi, le nouveau logo, est celui déjà utilisé sur les plateformes numériques depuis 2024
|                                                   |                                                          |                           |                          |                            |                                                                                 |
| Logo sur l'affiche de la finale européenne (1981) | Premier logo présent sur les maillots rouges (1987-1992) | Logo du centenaire (1992) | Logo du club (1993-1999) | Logo du club (Depuis 1999) | Logo actuel "Liver Bird" (Depuis 2012, mais utilisé officiellement depuis 2024) |
|                                                   |                                                          |                           |                          |                            |                                                                                 |

### Sponsors et équipementiers
Adidas équipe le club entre 1985 et 1996 ainsi que de 2006 à 2012. Les précédents équipementiers du club sont Umbro de 1973 à 1985 puis Reebok entre 1996 et 2006. À partir de 2012, le club est équipé par Warrior Sports, un équipementier spécialisé dans le hockey sur glace. Le montant du contrat atteint les 25 millions de livres, ce qui en fait le maillot le plus cher de l'histoire de la Premier League. En octobre 2014, un contrat est signé avec la marque New Balance pour que celle‑ci fournisse les équipements du club  à partir de juin 2015. À partir de la saison 2020-2021, Nike devient le nouvel équipementier. En 2025, le club signe un nouveau contrat avec Adidas, qui débute avec la saison 2025-2026.
Liverpool est le premier club professionnel britannique à porter un logo de sponsor sur ses maillots, acceptant un marché avec Hitachi en 1979. Le club connaît peu de variations dans les contrats de sponsoring, se liant à Crown Paints et Candy avant de signer avec Carlsberg en 1992. Ce partenariat est le plus ancien de la première division anglaise de football. Lors de la saison 2009-2010, les sponsors du Liverpool Football Club sont Carlsberg, sponsor principal, qui a son logo au milieu du maillot des Reds, Adidas, qui est l'équipementier du club, MBNA, Thomas Cook Sport, Getty Images, Lucozade Sport, Turespana et Maxxis. Pour la saison 2010-2011 et les trois suivantes, le Liverpool Football Club et la banque Standard Chartered ont un contrat de sponsoring stipulant que la banque aura son nom inscrit sur le maillot des Reds,.

## Palmarès
La liste suivante récapitule les performances du Liverpool Football Club dans les diverses compétitions anglaises et européennes. Le palmarès de Liverpool FC est l'un des plus impressionnants au monde. Avec six Ligue des champions, Liverpool FC est le troisième club le plus titré sur le plan européen après le Real Madrid (15) et le Milan AC (7), à égalité avec le Bayern Muncih (6). C'est de ce fait le club anglais ayant remporté le plus de Ligue des champions. Liverpool a remporté une Coupe du monde des clubs en 2019 contre Flamengo (1-0).
Liverpool est l'un des six clubs à détenir le badge d'honneur de l'UEFA grâce à son cinquième titre en 2005 en Ligue des champions. Le club obtient son sixième sacre en Ligue des champions, après sa victoire en finale contre Tottenham Hotspur Football Club en 2019, après l'avoir déjà remportée en 1977, 1978, 1981, 1984 et 2005.
À ce jour, le Liverpool Football Club est le club le plus titré d'Angleterre à égalité cependant avec Manchester United qui totalise lui aussi vingt championnats remportés.
Les règles du championnat d'Angleterre 2019-2020 ayant été modifiées en cours de saison à la suite de la pandémie de Covid-19, le titre obtenu par les Reds peut être considéré comme étant à part.
| Compétitions nationales | Compétitions internationales | Compétitions régionales |
| --- | --- | --- |
| - Championnat d'Angleterre (20) (co-record) : - Champion : 1901, 1906, 1922, 1923, 1947, 1964, 1966, 1973, 1976, 1977, 1979, 1980, 1982, 1983, 1984, 1986, 1988, 1990, 2020 et 2025. - Vice-champion : 1899, 1910, 1969, 1974, 1975, 1978, 1985, 1987, 1989, 1991, 2002, 2009, 2014, 2019 et 2022. - Troisième : 1968, 1972, 1996, 1998, 2001, 2006, 2007, 2021 et 2024. - Championnat d'Angleterre de deuxième division (4) : - Champion : 1894, 1896, 1905 et 1962. - Coupe d'Angleterre (8) : - Vainqueur : 1965, 1974, 1986, 1989, 1992, 2001, 2006 et 2022. - Finaliste : 1914, 1950, 1971, 1977, 1988, 1996 et 2012. - Coupe de la Ligue (10) (record) : - Vainqueur : 1981, 1982, 1983, 1984, 1995, 2001, 2003, 2012, 2022 et 2024. - Finaliste : 1978, 1987, 2005, 2016 et 2025. - Community Shield (16) : - Vainqueur : 1964, 1965, 1966, 1974, 1976, 1977, 1979, 1980, 1982, 1986, 1988, 1989, 1990, 2001, 2006 et 2022. - Finaliste : 1922, 1971, 1983, 1984, 1992, 2002, 2019, 2020, 2025 | - Coupe des clubs champions européens/Ligue des champions (6) : - Vainqueur : 1977, 1978, 1981, 1984, 2005 et 2019. - Finaliste : 1985, 2007, 2018, 2022. - Vainqueur phase de championnat : 2025 (trophée non décerné, honorifique). - Coupe UEFA/Ligue Europa (3) : - Vainqueur : 1973, 1976 et 2001. - Finaliste : 2016. - Supercoupe de l'UEFA (4) : - Vainqueur : 1977, 2001, 2005 et 2019. - Finaliste : 1978 et 1984. - Coupe des coupes : - Finaliste : 1966. - Coupe intercontinentale de la FIFA (1) : - Vainqueur : 2019. - Finaliste : 2005. - Coupe intercontinentale : - Finaliste : 1981 et 1984. | - Liverpool Senior Cup (40) : - Vainqueur : 1884, 1886, 1887, 1890, 1891, 1892, 1894, 1895, 1896, 1898, 1899, 1900, 1904, 1906, 1907, 1908, 1914, 1919, 1921, 1922, 1923, 1924, 1926, 1928, 1938, 1940, 1945, 1953, 1954, 1956, 1957, 1959, 1960, 1962, 1972, 1976, 1983, 1996, 2007, 2010. - Lancashire Senior Cup (10) : - Vainqueur : 1919, 1920, 1924, 1931, 1933, 1944, 1947, 1956, 1959, 1973. - Liverpool Challenge Cup (4) : - Vainqueur : 1954, 1959, 1960, 1961. - Lancashire League (1) : - Vainqueur : 1893. |
| - Championnat d'Angleterre (20) (co-record) : - Champion : 1901, 1906, 1922, 1923, 1947, 1964, 1966, 1973, 1976, 1977, 1979, 1980, 1982, 1983, 1984, 1986, 1988, 1990, 2020 et 2025. - Vice-champion : 1899, 1910, 1969, 1974, 1975, 1978, 1985, 1987, 1989, 1991, 2002, 2009, 2014, 2019 et 2022. - Troisième : 1968, 1972, 1996, 1998, 2001, 2006, 2007, 2021 et 2024. - Championnat d'Angleterre de deuxième division (4) : - Champion : 1894, 1896, 1905 et 1962. - Coupe d'Angleterre (8) : - Vainqueur : 1965, 1974, 1986, 1989, 1992, 2001, 2006 et 2022. - Finaliste : 1914, 1950, 1971, 1977, 1988, 1996 et 2012. - Coupe de la Ligue (10) (record) : - Vainqueur : 1981, 1982, 1983, 1984, 1995, 2001, 2003, 2012, 2022 et 2024. - Finaliste : 1978, 1987, 2005, 2016 et 2025. - Community Shield (16) : - Vainqueur : 1964, 1965, 1966, 1974, 1976, 1977, 1979, 1980, 1982, 1986, 1988, 1989, 1990, 2001, 2006 et 2022. - Finaliste : 1922, 1971, 1983, 1984, 1992, 2002, 2019, 2020, 2025 | Compétitions de jeunes | - Liverpool Senior Cup (40) : - Vainqueur : 1884, 1886, 1887, 1890, 1891, 1892, 1894, 1895, 1896, 1898, 1899, 1900, 1904, 1906, 1907, 1908, 1914, 1919, 1921, 1922, 1923, 1924, 1926, 1928, 1938, 1940, 1945, 1953, 1954, 1956, 1957, 1959, 1960, 1962, 1972, 1976, 1983, 1996, 2007, 2010. - Lancashire Senior Cup (10) : - Vainqueur : 1919, 1920, 1924, 1931, 1933, 1944, 1947, 1956, 1959, 1973. - Liverpool Challenge Cup (4) : - Vainqueur : 1954, 1959, 1960, 1961. - Lancashire League (1) : - Vainqueur : 1893. |
| - Championnat d'Angleterre (20) (co-record) : - Champion : 1901, 1906, 1922, 1923, 1947, 1964, 1966, 1973, 1976, 1977, 1979, 1980, 1982, 1983, 1984, 1986, 1988, 1990, 2020 et 2025. - Vice-champion : 1899, 1910, 1969, 1974, 1975, 1978, 1985, 1987, 1989, 1991, 2002, 2009, 2014, 2019 et 2022. - Troisième : 1968, 1972, 1996, 1998, 2001, 2006, 2007, 2021 et 2024. - Championnat d'Angleterre de deuxième division (4) : - Champion : 1894, 1896, 1905 et 1962. - Coupe d'Angleterre (8) : - Vainqueur : 1965, 1974, 1986, 1989, 1992, 2001, 2006 et 2022. - Finaliste : 1914, 1950, 1971, 1977, 1988, 1996 et 2012. - Coupe de la Ligue (10) (record) : - Vainqueur : 1981, 1982, 1983, 1984, 1995, 2001, 2003, 2012, 2022 et 2024. - Finaliste : 1978, 1987, 2005, 2016 et 2025. - Community Shield (16) : - Vainqueur : 1964, 1965, 1966, 1974, 1976, 1977, 1979, 1980, 1982, 1986, 1988, 1989, 1990, 2001, 2006 et 2022. - Finaliste : 1922, 1971, 1983, 1984, 1992, 2002, 2019, 2020, 2025 | - FA Youth Cup (4) : - Vainqueur : 1996, 2006, 2007, 2019 - Premier Academy League moins de 19 ans (1) - Vainqueur : 2001-2002 - Premier Academy League moins de 17 ans (1) - Vainqueur : 2001-2002 | - Liverpool Senior Cup (40) : - Vainqueur : 1884, 1886, 1887, 1890, 1891, 1892, 1894, 1895, 1896, 1898, 1899, 1900, 1904, 1906, 1907, 1908, 1914, 1919, 1921, 1922, 1923, 1924, 1926, 1928, 1938, 1940, 1945, 1953, 1954, 1956, 1957, 1959, 1960, 1962, 1972, 1976, 1983, 1996, 2007, 2010. - Lancashire Senior Cup (10) : - Vainqueur : 1919, 1920, 1924, 1931, 1933, 1944, 1947, 1956, 1959, 1973. - Liverpool Challenge Cup (4) : - Vainqueur : 1954, 1959, 1960, 1961. - Lancashire League (1) : - Vainqueur : 1893. |

## Statistiques et records
Le Liverpool Football Club dispute son premier match officiel contre Higher Walton dans le cadre de la Lancashire League le 3 septembre 1892. Le match se termine par une large victoire 8-0.
Le gardien Elisha Scott a joué de 1912 à 1917 et de 1919 à 1934 pour le club soit 20 saisons ce qui constitue un record pour le Liverpool Football Club. Ian Callaghan détient le record d'apparitions sous le maillot du Liverpool FC avec 857 matchs entre 1958 et 1978. Il détient également le record d'apparitions en championnat avec 640 rencontres disputées sous le maillot des Reds.
Le meilleur buteur de Liverpool est Ian Rush avec 346 buts marqués pour le club entre 1980 et 1996. Rush détient également le record du plus grand nombre de buts marqués au cours d'une saison toutes compétitions confondues avec 47 en 1983-1984. Cependant, Rush n'a pas réussi au cours de sa carrière à battre le record de 245 buts marqués en championnat détenu par Roger Hunt,. Lors de la saison 1961-1962, Hunt marque 41 buts en championnat, le record de buts en une saison pour le club. Gordon Hodgson est le troisième meilleur buteur du club avec 240 réalisations, et il détient le record de coups du chapeau (trois buts en un match) avec 17 sous le maillot des Reds. Le plus grand nombre de buts marqués par un seul joueur lors d'un match est de cinq, record codétenu par John Miller, Andy McGuigan, John Evans, Ian Rush et Robbie Fowler. Fowler détient aussi le record du club et de la Premier League du plus rapide triplé, qu'il réalise contre Arsenal lors de la saison 1994-1995, marquant trois buts en quatre minutes et 32 secondes. Mohamed Salah est le meilleur buteur de Liverpool en compétitions européennes avec 42 buts.
La victoire la plus large de Liverpool est une victoire 11-0 contre Strømsgodset IF en Coupe d'Europe des vainqueurs de coupe de football le 17 septembre 1974, match au cours duquel neuf des dix joueurs de champ marquent. La victoire 10-1 contre Rotherham Town en 1896 est le match avec le plus grand écart que Liverpool ait gagné en championnat. La plus large victoire record de Liverpool en Ligue des champions est obtenue sur un score de 8-0 contre Beşiktaş JK le 6 novembre 2007. Il s'agit également de la plus large victoire de l'histoire de la compétition.
La plus grande affluence à domicile est un match de cinquième tour de la Coupe d'Angleterre de football 1951-1952 contre les Wolves avec 61 905 supporters réunis à Anfield,,
Dix-sept joueurs français ont fait au moins une apparition pour le club. Liverpool a joué dix-huit matchs officiels en France.

### Joueurs les plus capés en compétitions officielles
| Les 10 joueurs les plus capés de l'histoire en compétition officielle | Les 10 joueurs les plus capés de l'histoire en compétition officielle |
| Joueurs                                                               | Matchs                                                                |
| --------------------------------------------------------------------- | --------------------------------------------------------------------- |
| Ian Callaghan                                                         | 857                                                                   |
| Jamie Carragher                                                       | 737                                                                   |
| Steven Gerrard                                                        | 710                                                                   |
| Ray Clemence                                                          | 665                                                                   |
| Emlyn Hughes                                                          | 665                                                                   |
| Ian Rush                                                              | 660                                                                   |
| Phil Neal                                                             | 650                                                                   |
| Tommy Smith                                                           | 639                                                                   |
| Bruce Grobbelaar                                                      | 628                                                                   |
| Alan Hansen                                                           | 620                                                                   |

Mis à jour le 1er juillet 2025.

#### Meilleurs buteurs
| Pos | Nom            | Carrière au club     | League | FA Cup | League Cup | Europe | Autres | Total |
| --- | -------------- | -------------------- | ------ | ------ | ---------- | ------ | ------ | ----- |
| 1   | Ian Rush       | 1980-1987, 1988-1996 | 229    | 39     | 48         | 20     | 10     | 346   |
| 2   | Roger Hunt     | 1958-1969            | 244    | 18     | 5          | 17     | 1      | 285   |
| 3   | Mohamed Salah  | 2017-                | 179    | 6      | 4          | 50     | 1      | 246   |
| 4   | Gordon Hodgson | 1925-1936            | 233    | 8      | 0          | 0      | 0      | 241   |
| 5   | Billy Liddell  | 1938-1961            | 215    | 13     | 0          | 0      | 0      | 228   |
| 6   | Steven Gerrard | 1998-2015            | 120    | 15     | 9          | 41     | 1      | 186   |
| 7   | Robbie Fowler  | 1992-2001, 2006-2007 | 128    | 12     | 19         | 14     | 0      | 183   |
| 8   | Kenny Dalglish | 1977-1990            | 118    | 13     | 27         | 11     | 3      | 172   |
| 9   | Michael Owen   | 1997-2004            | 118    | 8      | 9          | 22     | 1      | 158   |
| 10  | Harry Chambers | 1915-1928            | 135    | 16     | 0          | 0      | 0      | 151   |

#### Meilleurs passeurs
| Pos | Nom             | Carrière au club     | League | FA Cup | League Cup | Europe | Autres | Total |
| --- | --------------- | -------------------- | ------ | ------ | ---------- | ------ | ------ | ----- |
| 1   | Kenny Dalglish  | 1977-1990            | 116    | 11     | 19         | 18     | 3      | 171   |
| 2   | Steven Gerrard  | 1998-2015            | 92     | 17     | 6          | 30     | 0      | 145   |
| 3   | Billy Liddell   | 1939-1961            | 120    | 12     | 0          | 0      | 0      | 132   |
| 4   | Ian Callaghan   | 1959-1979            | 96     | 13     | 8          | 13     | 0      | 130   |
| 5   | Alan A'Court    | 1952-1964            | 101    | 7      | 0          | 2      | 0      | 110   |
| 6   | Mohamed Salah   | 2017-                | 82     | 1      | 0          | 20     | 2      | 105   |
| 7   | Ian St. John    | 1961-1971            | 82     | 10     | 1          | 10     | 0      | 103   |
| 8   | John Barnes     | 1987-1998            | 75     | 12     | 7          | 3      | 2      | 99    |
| 9   | Steve McManaman | 1990-1999            | 64     | 7      | 6          | 8      | 0      | 85    |
| 10  | Ian Rush        | 1980-1987, 1988-1996 | 63     | 5      | 11         | 4      | 0      | 83    |

### Les meilleurs joueurs de la saison
| Les 15 joueurs qui ont remportés un ou plusieurs prix | Les 15 joueurs qui ont remportés un ou plusieurs prix | Les 15 joueurs qui ont remportés un ou plusieurs prix | Les 15 joueurs qui ont remportés un ou plusieurs prix                     |
| Joueurs                                               | Matchs                                                | Prix remporté(s)                                      | Saisons                                                                   |
| ----------------------------------------------------- | ----------------------------------------------------- | ----------------------------------------------------- | ------------------------------------------------------------------------- |
| Steven Gerrard,                                       | 710                                                   | 5                                                     | 2003-2004, 2004-2005 (choix des fans), 2005-2006, 2006-2007 et 2008-2009. |
| Mohamed Salah,                                        | 401                                                   | 5                                                     | 2017-2018, 2020-2021, 2021-2022, 2023-2024 et 2024-2025.                  |
| Philippe Coutinho,                                    | 201                                                   | 2                                                     | 2014-2015 et 2015-2016.                                                   |
| Luis Suárez                                           | 133                                                   | 2                                                     | 2012-2013 et 2013-2014.                                                   |
| Jamie Carragher                                       | 737                                                   | 1                                                     | 2004-2005 (choix des joueurs et journalistes).                            |
| Jordan Henderson                                      | 490                                                   | 1                                                     | 2019-2020 (choix des fans).                                               |
| Sami Hyypiä                                           | 459                                                   | 1                                                     | 2001-2002                                                                 |
| Pepe Reina                                            | 394                                                   | 1                                                     | 2009-2010                                                                 |
| Lucas Leiva                                           | 346                                                   | 1                                                     | 2010-2011                                                                 |
| Martin Škrtel                                         | 320                                                   | 1                                                     | 2011-2012                                                                 |
| Virgil van Dijk                                       | 319                                                   | 1                                                     | 2018-2019                                                                 |
| Alisson                                               | 298                                                   | 1                                                     | 2022-2023                                                                 |
| Sadio Mané                                            | 269                                                   | 1                                                     | 2016-2017                                                                 |
| Danny Murphy                                          | 225                                                   | 1                                                     | 2002-2003                                                                 |
| Fernando Torres                                       | 141                                                   | 1                                                     | 2007-2008                                                                 |

Note : Prix fondé lors de la saison 2000-2001 et effectif à partir de la saison 2001-2002.

## Personnalités historiques

### Joueurs
Dans la première moitié du XXe siècle, certains joueurs effectuent la majeure partie de leur carrière à Liverpool comme Ephraim Longworth, premier joueur du club à avoir été capitaine de l'équipe d'Angleterre en 1921, Scouser de 1910 à 1928, Elisha Scott, gardien du club entre 1919 et 1934 ou encore Gordon Hodgson, auteur de 233 buts en 358 matchs avec les Reds. Le boxeur Joe Louis signe un contrat en 1944 avec le Liverpool Football Club lors d'une tournée au Royaume-Uni. Il participe à un entraînement avec les joueurs du club avant de disputer un match d'exhibition de boxe qu'il remporte.
Dans les années 1960, Bill Shankly transforme le club en géant européen, avec « son colosse » Ron Yeats, et Roger Hunt, meilleur buteur du club en championnat avec 245 réalisations et vainqueur de la coupe du monde en 1966. On peut aussi ajouter à cette liste Ian Callaghan qui a joué 857 matchs pour le club, un record, l'arrière Gerry Byrne ou encore Kevin Keegan, futur double ballon d'or. Emlyn Hughes est le capitaine des Reds lors de leurs deux premières finales de Coupe des clubs champions européens en 1977 et 1978 et Ray Clemence, arrivé en provenance de Scunthorpe United, le gardien titulaire. Le nouvel entraîneur Bob Paisley hérite des joueurs recrutés et formés par Bill Shankly et renouvelle l'effectif en recrutant plusieurs nouveaux joueurs écossais tels que Alan Hansen, vainqueur de trois titres européens, Graeme Souness et Kenny Dalglish, qui sera surnommé King Kenny par les supporters et deviendra entraîneur de Liverpool après sa carrière de joueur. En 1980, Paisley recrute le jeune gallois Ian Rush qui détient toujours le record de buts marqués pour le club et l'année suivante, en 1981, arrive le gardien zimbabwéen Bruce Grobbelaar qui restera treize années du côté d'Anfield et jouera 628 rencontres. Dans les années 1990, bien que Liverpool connaisse un léger déclin, plusieurs joueurs de renom vont continuer d'évoluer pour le club et vont marquer l'histoire du football anglais. On peut notamment citer John Barnes, David James, Steve McManaman, Robbie Fowler, Jamie Carragher et surtout Michael Owen, qui explose lors de la saison 1997-1998 et remporte même le Ballon d'or en 2001.
Les années 2000 voient l'émergence au plus haut niveau de Steven Gerrard, milieu de terrain formé au club et capitaine lors du sacre en Ligue des Champions de 2005. En 2004, le club recrute Xabi Alonso, l'un des meilleurs milieux de sa génération. En octobre 2006, après un compte à rebours de cinq mois, un vote auquel ont pris part 110 000 personnes désigne Kenny Dalglish comme le joueur ayant le plus marqué le Kop du Liverpool Football Club, devant Steven Gerrard, Ian Rush, Robbie Fowler et John Barnes
Lors du mercato d'été 2007, l'entraîneur de l'époque Rafael Benítez enregistre l'arrivée de l'attaquant de l'Atlético Madrid Fernando Torres pour 20,6 millions de livres soit 31 millions d'euros, record du club. En 2011, Jordan Henderson, futur premier capitaine de Liverpool à soulever la Premier League, arrive en provenance de Sunderland.
Durant l'été 2017, Mohamed Salah arrive au club et en janvier 2018, le défenseur néerlandais Virgil van Dijk est arraché à Southampton contre 75 millions de livres.
Au total, Liverpool a fourni 56 joueurs à l'équipe d'Angleterre faisant du club le cinquième fournisseur de l'équipe nationale derrière Aston Villa, Tottenham Hotspur, Everton et Arsenal. Liverpool entretient depuis son origine un rapport privilégié avec l'Écosse. Depuis sa création, le club a ainsi fourni 22 joueurs à l'équipe d'Écosse faisant du club le seizième fournisseur de cette équipe nationale et le quatrième fournisseur parmi les clubs non écossais, derrière Everton, Newcastle United et Sunderland.

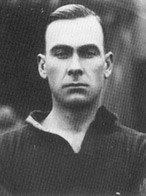
Gordon Hodgson, auteur de 258 buts en 233 matchs pour le club.
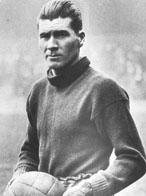
Elisha Scott, gardien des Reds pendant 15 ans et vainqueur de deux titres de champions d'Angleterre.
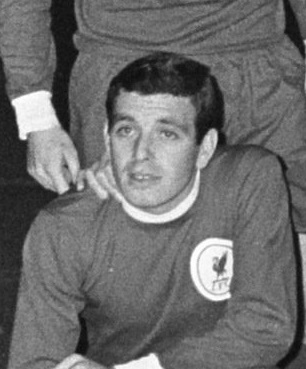
Ian Callaghan, joueur le plus capé de l'histoire du club avec 857 apparitions.
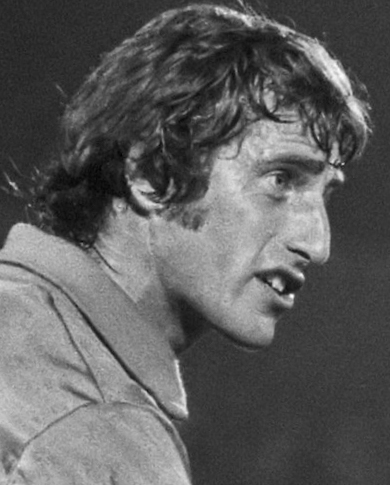
Ray Clemence, gardien titulaire lors des sacres européens de 1977, 1978 et 1981.
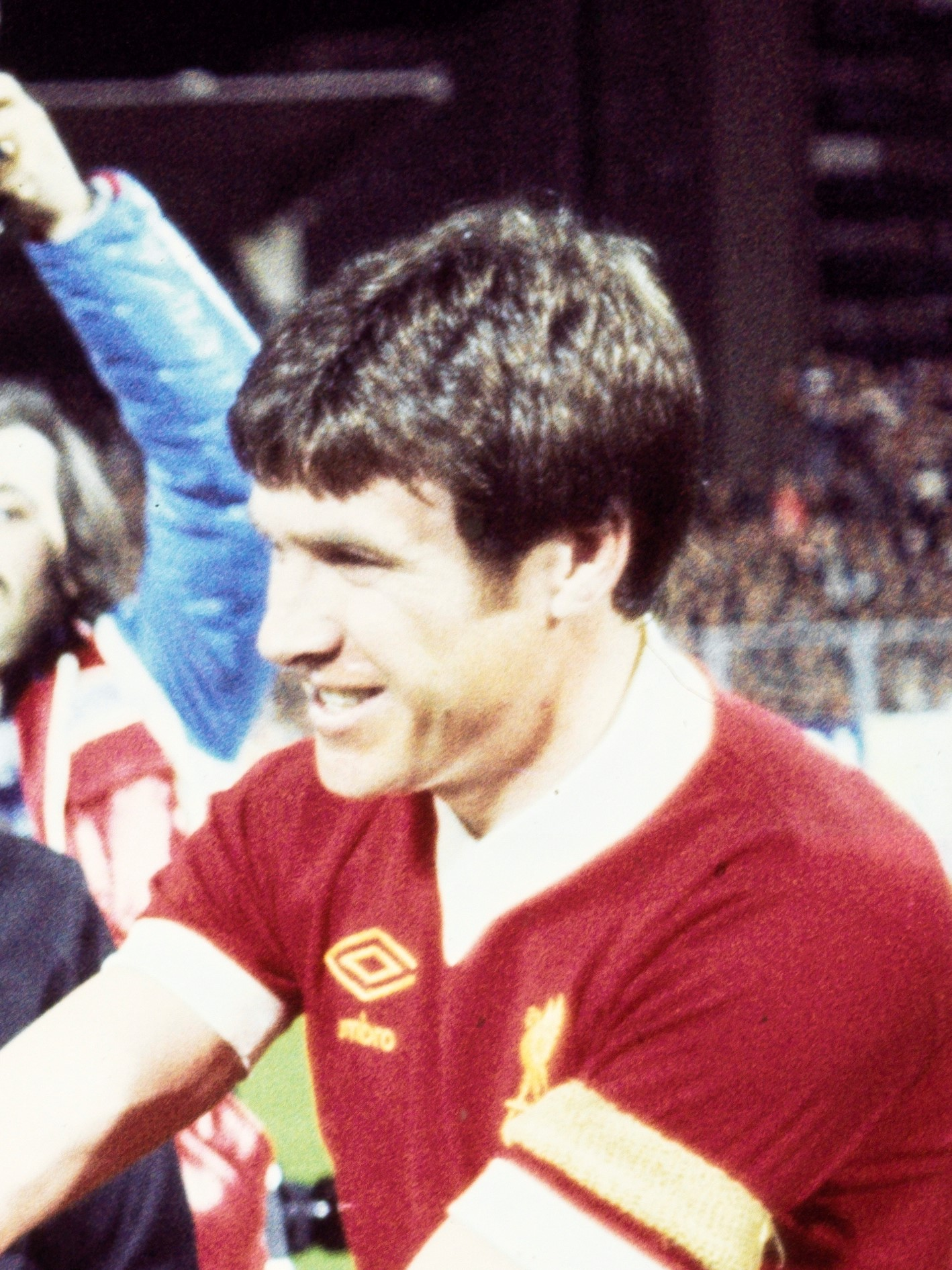
Emlyn Hughes, capitaine lors des finales de Ligue des champions en 1977 et 1978.
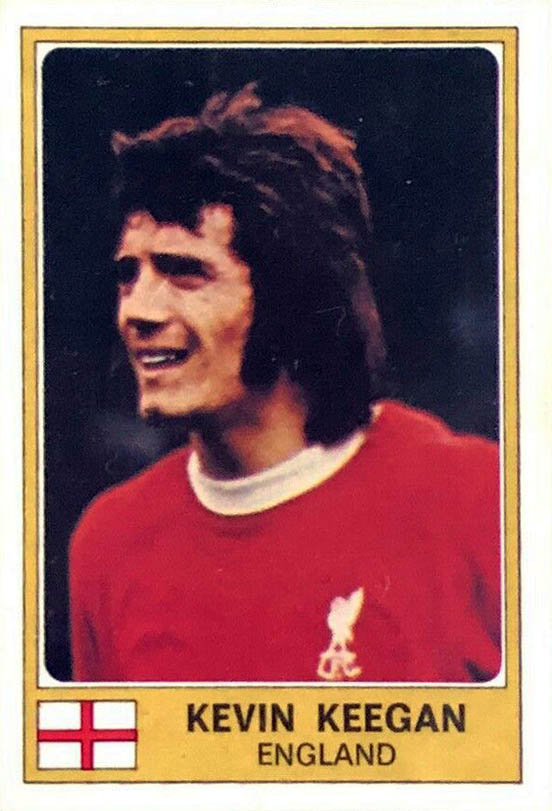
Kevin Keegan, attaquant star du club dans les années 1970.
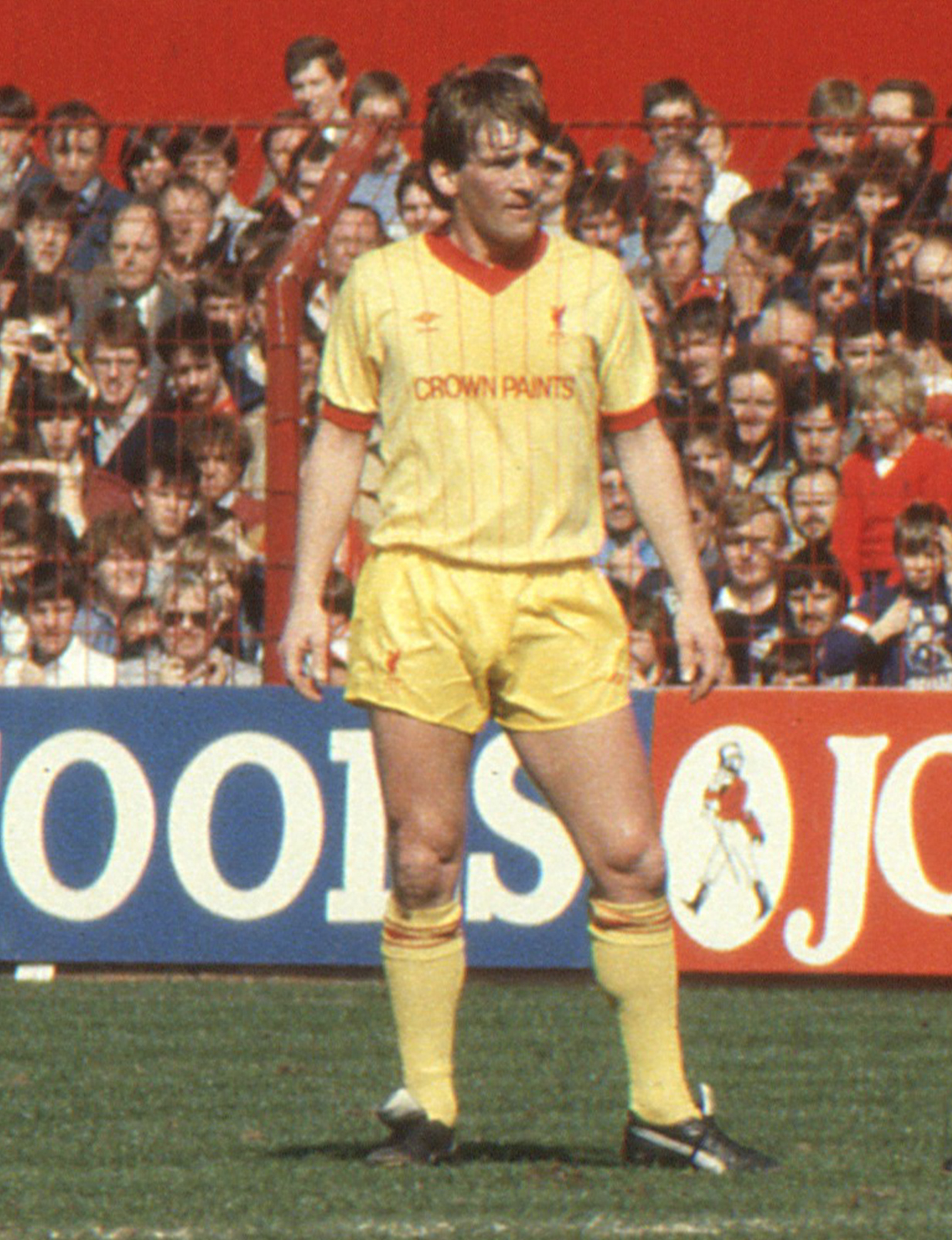
Kenny Dalglish, joueur le plus influent de l'histoire du club selon un sondage réalisé par les supporters.
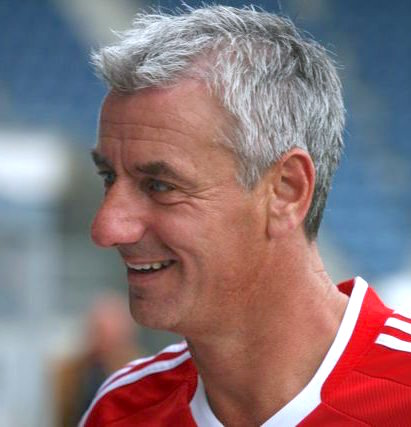
Ian Rush, meilleur buteur de l'histoire du club avec 346 buts.
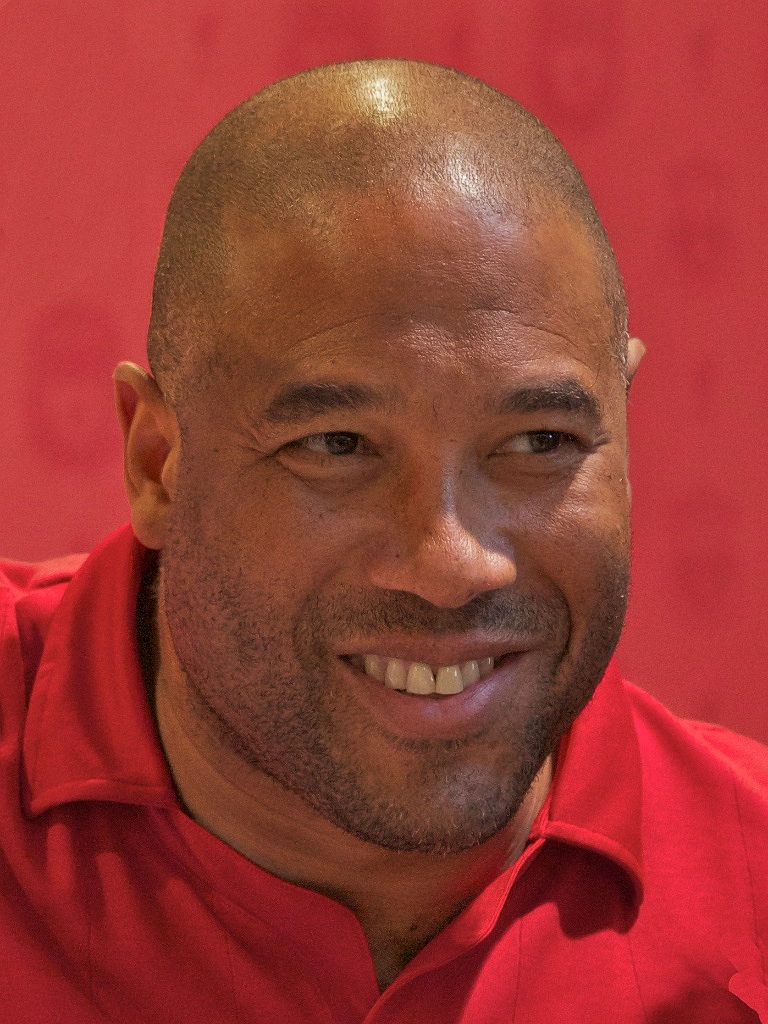
John Barnes, joueur talentueux de Liverpool ayant évolué au club de 1987 à 1997.
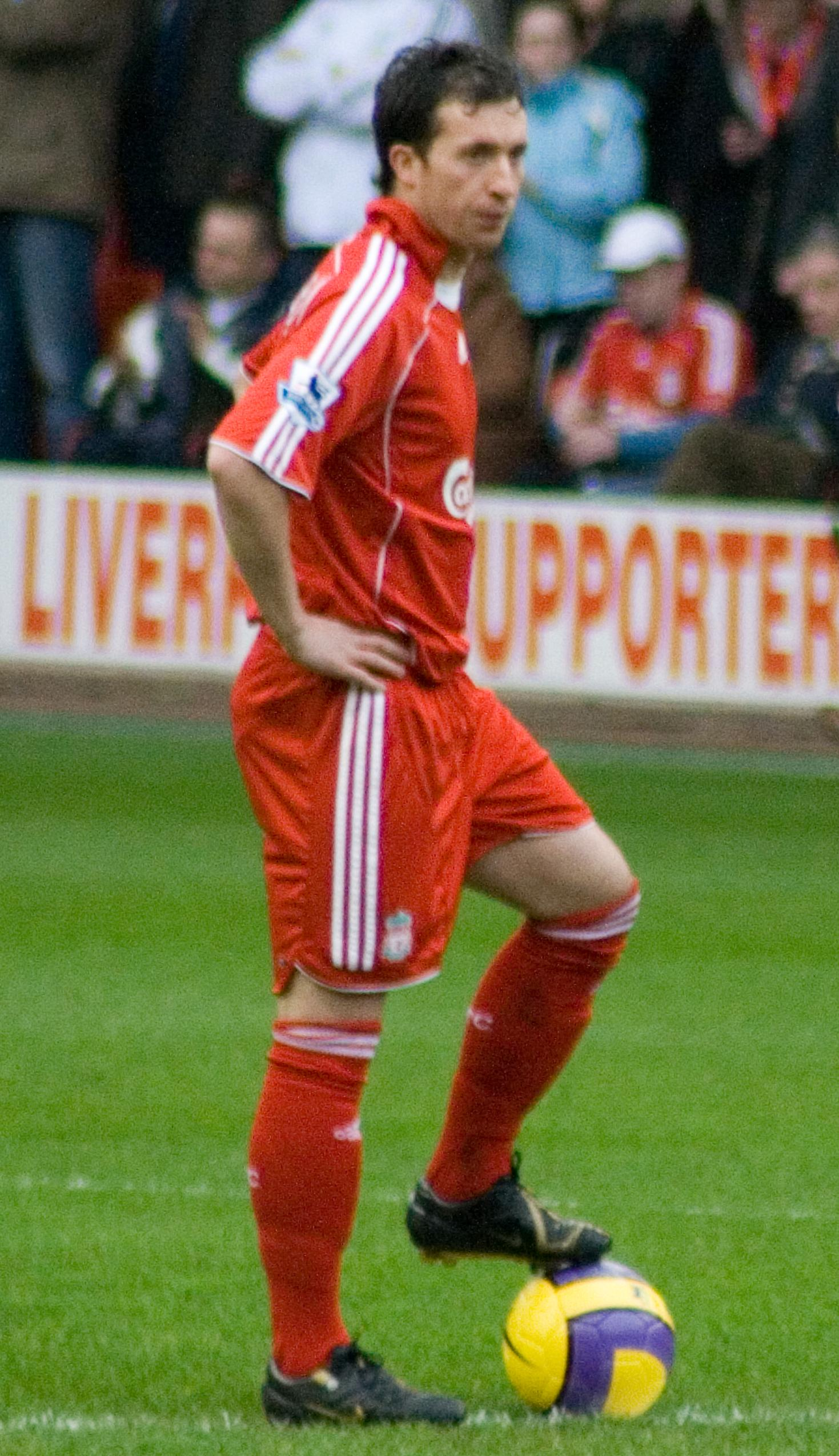
Robbie Fowler, attaquant star dans les années 1990.
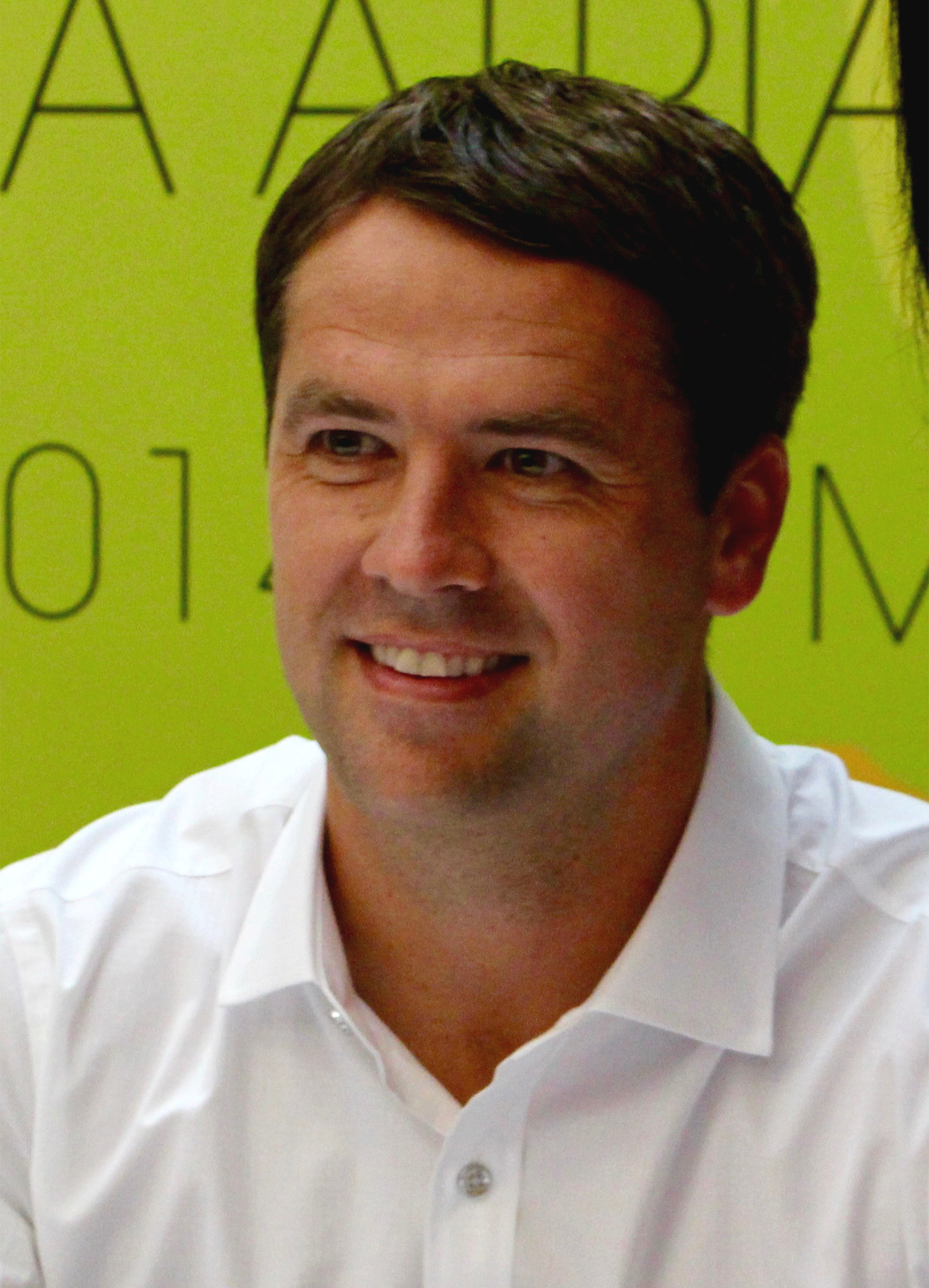
Michael Owen, premier joueur à remporter le Ballon d'or tout en évoluant pour Liverpool.
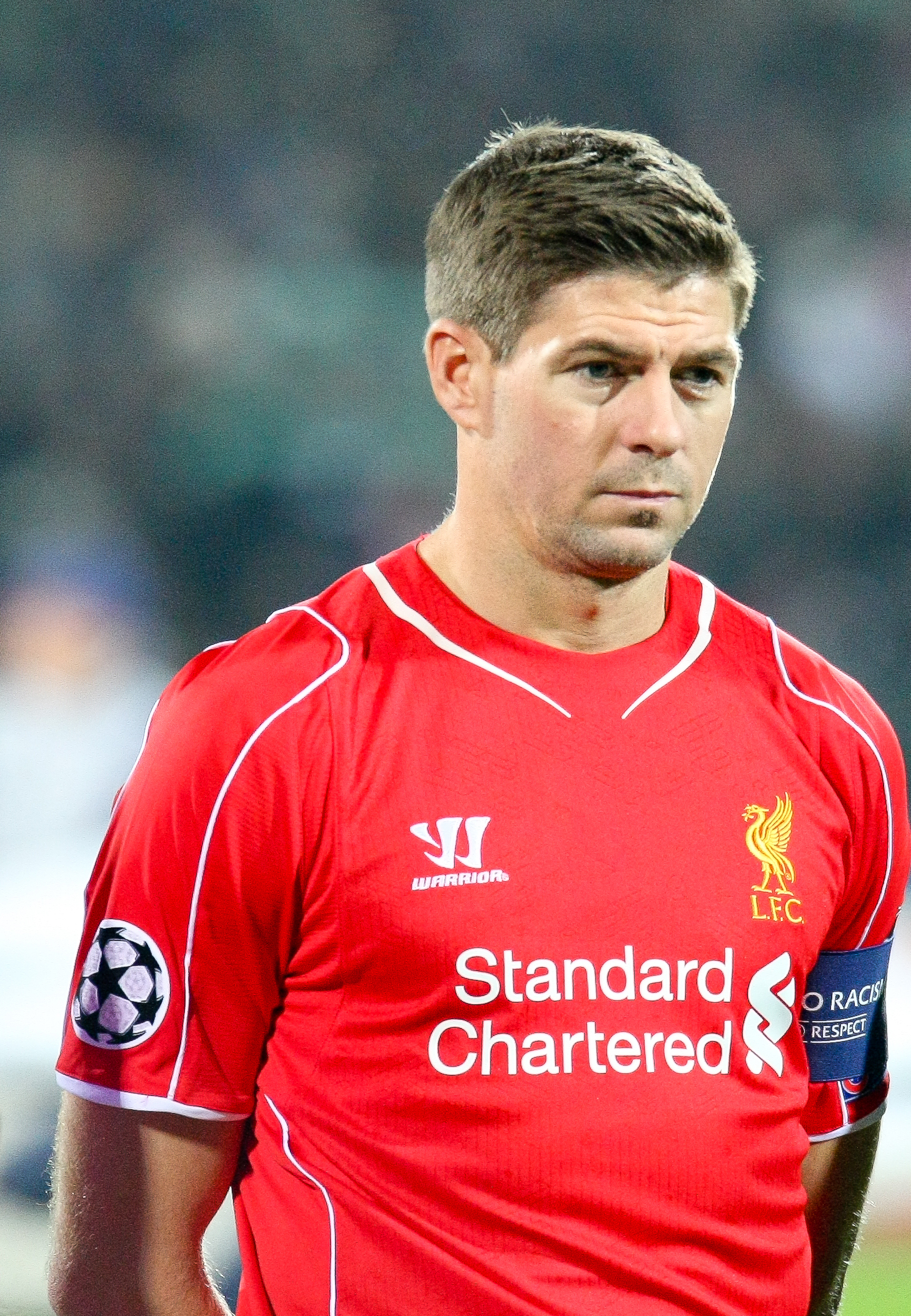
Steven Gerrard, milieu de terrain star du club dans les années 2000 et membre important du sacre européen en 2005.
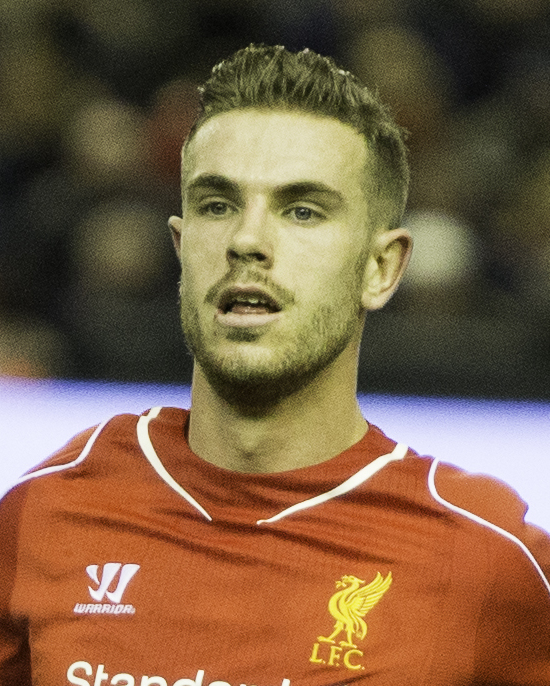
Jordan Henderson, premier capitaine à soulever la Premier League pour Liverpool.
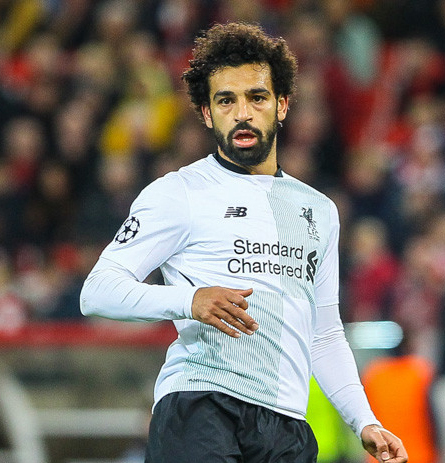
Mohamed Salah, joueur star de Liverpool détenant plusieurs records historiques avec le club.

| Rang | Nom               | Période   |
| ---- | ----------------- | --------- |
| 1    | Andrew Hannah     | 1892-1895 |
| 2    | Jimmy Ross        | 1895-1897 |
| 3    | John McCartney    | 1897-1898 |
| 4    | Harry Storer      | 1898-1899 |
| 5    | Alex Raisbeck     | 1899-1909 |
| 6    | Arthur Goddard    | 1909-1912 |
| 7    | Ephraim Longworth | 1912-1913 |
| 8    | Harry Lowe        | 1913-1915 |
| 9    | Donald McKinlay   | 1919-1920 |
| 10   | Ephraim Longworth | 1920-1921 |
| 11   | Donald McKinlay   | 1921-1928 |
| 12   | Tom Bromilow      | 1928-1929 |
| 13   | James Jackson     | 1929-1930 |
| 14   | Tom Morrison      | 1930-1931 |
| 15   | Tom Bradshaw      | 1931-1934 |
| 16   | Tom Cooper        | 1934-1939 |
| 17   | Matt Busby        | 1939-1940 |
| 18   | Willie Fagan      | 1945-1947 |
| 19   | Jack Balmer       | 1947-1950 |
| 20   | Phil Taylor       | 1950-1953 |
| 21   | Bill Jones        | 1953-1954 |
| 22   | Laurie Hughes     | 1954-1955 |
| 23   | Billy Liddell     | 1955-1958 |
| 24   | Johnny Wheeler    | 1958-1959 |
| 25   | Ronnie Moran      | 1959-1960 |
| 26   | Dick White        | 1960-1961 |
| 27   | Ron Yeats         | 1961-1970 |
| 28   | Tommy Smith       | 1970-1973 |
| 29   | Emlyn Hughes      | 1973-1978 |
| 30   | Phil Thompson     | 1978-1981 |
| 31   | Graeme Souness    | 1982-1984 |
| 32   | Phil Neal         | 1984-1985 |
| 33   | Alan Hansen       | 1985-1988 |
| 34   | Ronnie Whelan     | 1988-1989 |
| 35   | Alan Hansen       | 1989-1990 |
| 36   | Ronnie Whelan     | 1990-1991 |
| 37   | Steve Nicol       | 1990-1991 |
| 38   | Mark Wright       | 1991-1993 |
| 39   | Ian Rush          | 1993-1996 |
| 40   | John Barnes       | 1996-1997 |
| 41   | Paul Ince         | 1997-1999 |
| 42   | Jamie Redknapp    | 1999-2002 |
| 43   | Sami Hyypiä       | 2001-2003 |
| 44   | Steven Gerrard    | 2003-2015 |
| 45   | Jordan Henderson  | 2015-2023 |
| 46   | Virgil van Dijk   | 2023-0000 |

### Managers
Dix-sept managers permanents se sont succédé à Liverpool depuis la nomination de W. E. Barclay et John McKenna en 1892, les premiers managers professionnels du club. Pour les débuts du club, Barclay s'occupe de l'administration du club alors que McKenna a la responsabilité du terrain. En 1886, McKenna désigne Tom Watson manager du club. Il reste de 1896 à 1915, soit dix-neuf saisons, à la tête du Liverpool Football Club, ce qui constitue toujours un record. Il remporte deux championnats d'Angleterre avant de mourir en mai 1915 à l'âge de 56 ans. David Ashworth prend alors le club en main après la Première Guerre mondiale. Il gagne un titre de champion d'Angleterre mais quitte Liverpool pour Oldham Athletic peu après. Il est remplacé par le directeur de Liverpool, l'ancien joueur du club Matt McQueen, en février 1923. Celui-ci remporte lui aussi le championnat. Ce sera le dernier du club avant la seconde Guerre mondiale et jusqu'au titre de 1947.
En 1947, George Kay mène les joueurs de Liverpool au titre. Il reste en place jusqu'à la finale de la FA Cup 1950, mais une défaite concédée 2-0 contre Arsenal les empêche de soulever la coupe. Il se retire après une longue maladie. Don Welsh prend sa place et devient le premier manager de Liverpool à être licencié, après la relégation en seconde division. Son successeur, Phil Taylor, ne réussit pas à gagner le moindre le titre et échoue plusieurs fois à remonter le club en première division. Il est remplacé par Bill Shankly, qui gèrera le club pendant 783 matchs, la plus longue direction quant au nombre de rencontres. Il est nommé directeur le 1er décembre 1959 et reste au poste pendant quinze ans. Il apporte au club deux championnats d'Angleterre, deux FA Cup et le premier trophée européen à Anfield, la Coupe de l'UEFA. Il se retire en 1974 et est remplacé par son assistant Bob Paisley, qui est toujours actuellement le plus titré des managers de Liverpool, gagnant un total de dix neuf trophées durant son passage à Liverpool. En neuf saisons, il remporte notamment six championnats d'Angleterre et trois Coupes d'Europe.
Il se retire en 1983 et son assistant, Joe Fagan, continue à faire perdurer la tradition de la Boot Room. Il remporte un triplé championnat, Coupe d'Europe et Coupe de la Ligue anglaise lors de sa première saison au club, devenant le premier Anglais à réussir cette performance. Il guide Liverpool une nouvelle fois vers une finale de Coupe d'Europe, celle-ci perdue et surtout marquée par le drame du Heysel. Fagan se retire peu après cette rencontre et laisse à l'attaquant Kenny Dalglish ses fonctions. Dalglish est le premier joueur-manager dans le football anglais, lorsqu'il est nommé en 1985. Il mène Liverpool vers deux nouveaux championnats et une autre Coupe d'Angleterre. Mais la tragédie de Hillsborough le marque. Épuisé par la pression, il s'évanouit à la mi-temps d'un match. Il décide alors de démissionner le 21 février 1991. Plus tard, il explique qu'il aurait volontiers accepté de revenir au poste de manager si cela lui avait été demandé au mois d'août.
L'entraîneur de l'équipe première de l'époque Ronnie Moran prend l'intérim en tant que manager quelques semaines avant que Graeme Souness ne soit nommé successeur de Dalglish. Sous les ordres de Souness, Liverpool remporte uniquement la coupe d'Angleterre en 1992. Graeme Souness doit subir un triple pontage coronarien et est remplacé par Roy Evans qui ne gagne que la Coupe de la Ligue avant d'être nommé co-manager avec Gérard Houllier. Mais ils ne restent que dix-huit matchs ensemble avant que Roy Evans ne se retire. Gérard Houiller est le premier manager non britannique de Liverpool. Le technicien français remporte la coupe d'Angleterre, la coupe de la Ligue anglaise, la coupe de l'UEFA, le Charity Shield et la Supercoupe d'Europe en 2001 avant de s'arrêter à cause d'un problème de santé. Il est temporairement remplacé par Phil Thompson. Houllier revient et remporte la coupe de la ligue anglaise en 2003. Son contrat n'est pas reconduit et en 2004, l'ancien entraîneur du Valence CF, Rafael Benítez, le remplace. Pour sa première saison au club, il remporte la Ligue des champions. La saison suivante, il remporte la Coupe d'Angleterre. En 2007, il échoue en finale de la Ligue des Champions. En juin 2010, par consentement mutuel, il quitte le club moyennant une indemnité de 4,7 millions d'euros.

Il est remplacé en juin 2010 par Roy Hodgson qui est licencié six mois plus tard et remplacé par Kenny Dalglish qui assure l'intérim pour la fin de la saison. En mai 2012, Kenny Dalglish subit le même sort pour cause de mauvais résultats et est remplacé par Brendan Rodgers. Ce dernier est viré au début de la saison 2015-2016 à la suite d'une série de mauvais résultats. Liverpool embauche alors le technicien allemand Jürgen Klopp très en vue après son passage au Borussia Dortmund. En 2024, Klopp prend sa retraite et cède sa place à l'ancien manager de Feyenoord, Arne Slot. Il commencera le 1er juin 2024 et sera acueilli de la meilleure des façons par les supporteurs.

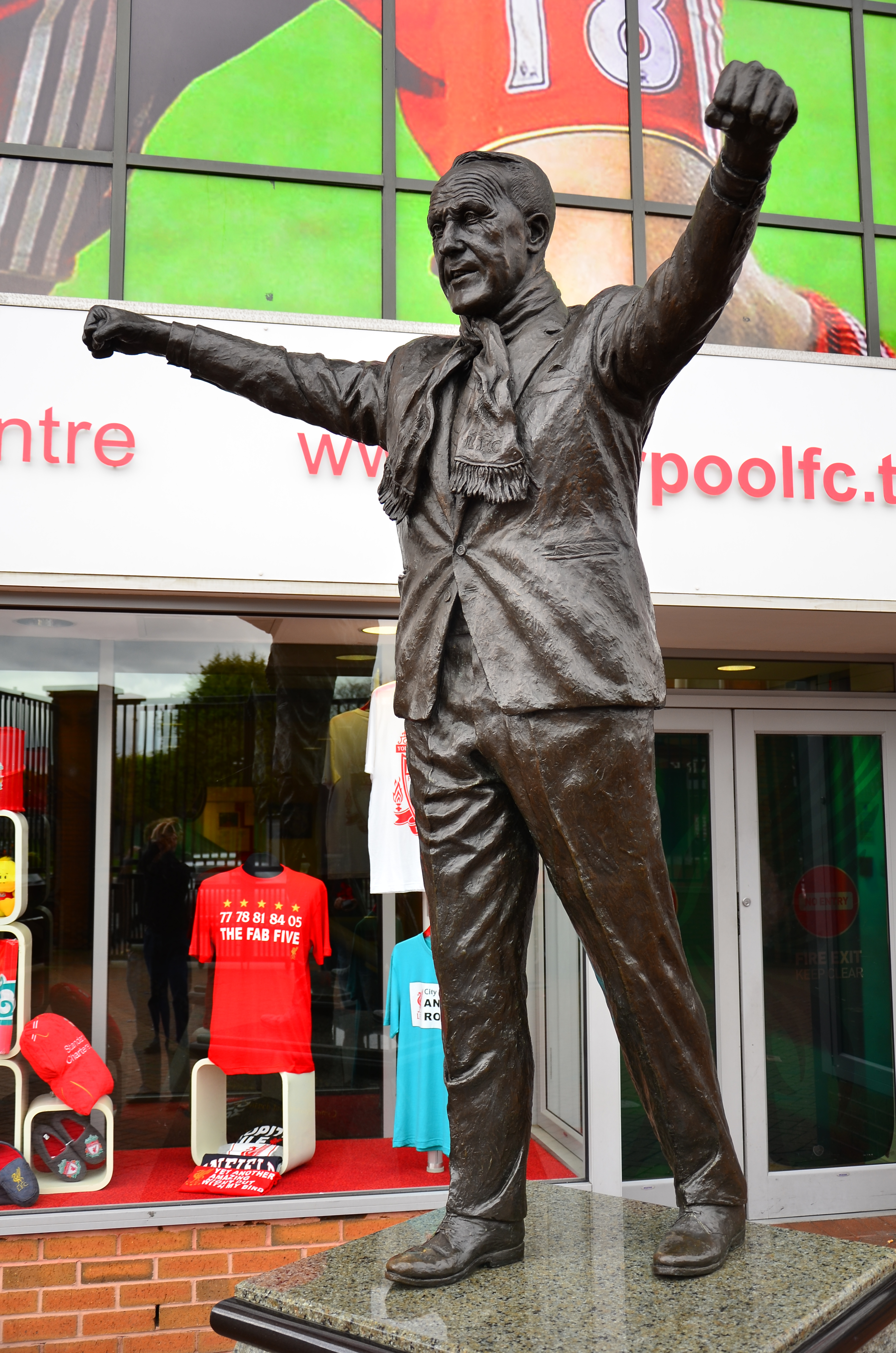
Statue de Bill Shankly devant Anfield.
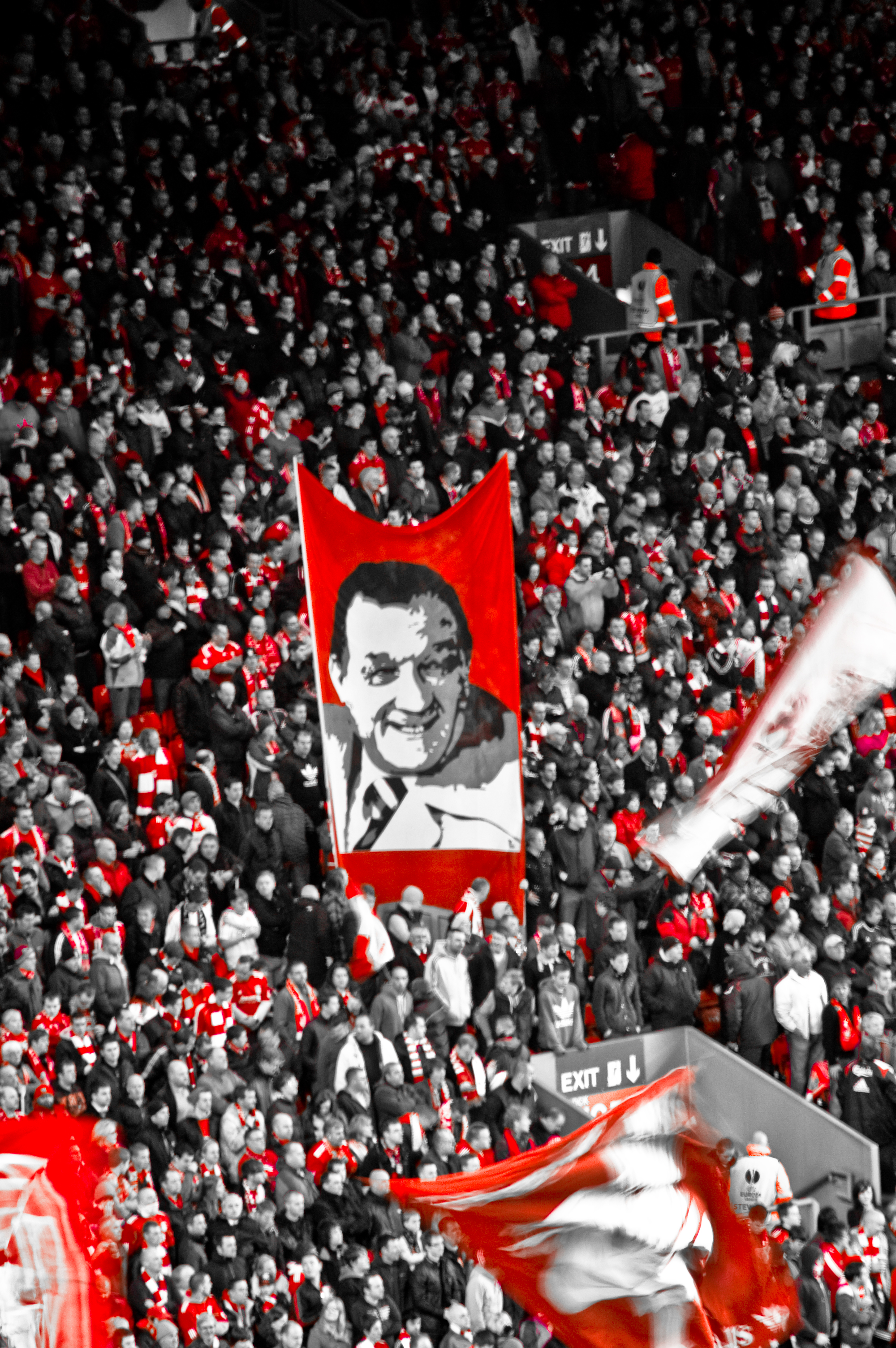
Bannière représentant Bob Paisley dans le Kop.
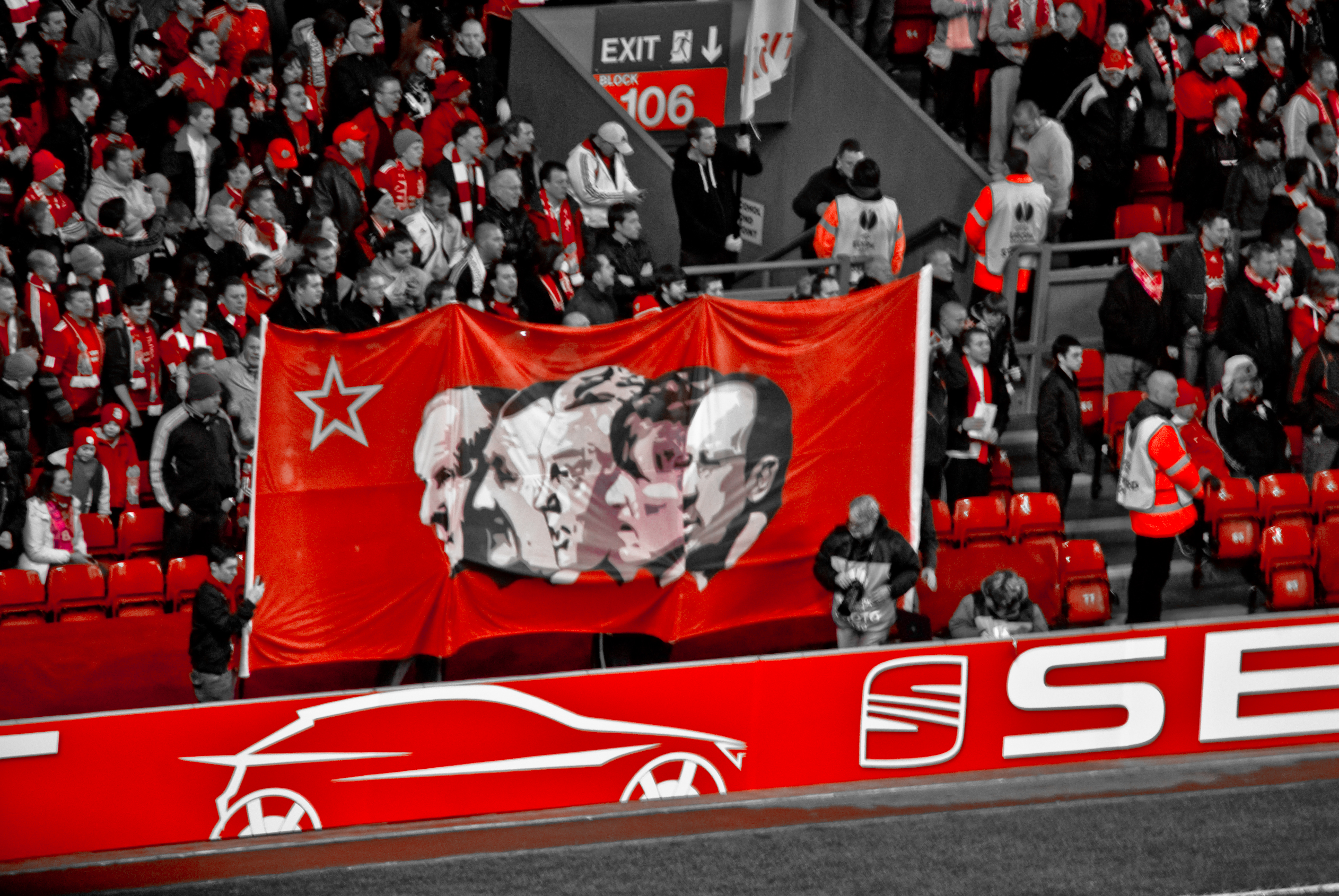
Bannière représentant certains des coachs les plus importants de l'histoire du club.
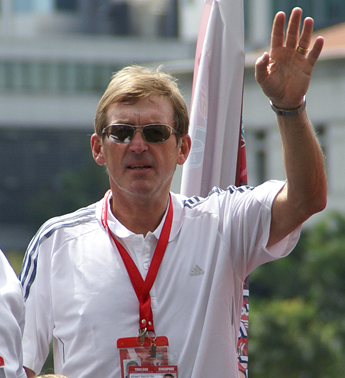
Kenny Dalglish, légende du club et vainqueur du championnat d'Angleterre en 1986, 1988 et 1990 en tant qu'entraîneur.
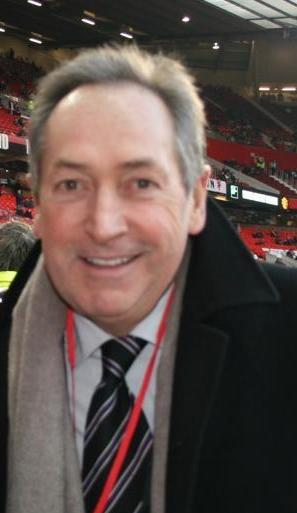
Gérard Houllier remporte cinq titres avec les Reds en 2001.
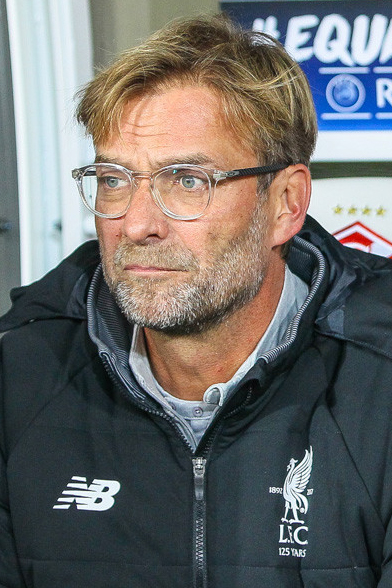
Jürgen Klopp, élu meilleur entraîneur du monde en 2019 puis 2020, il glane huit titres collectifs avec le club (dont la Ligue des champions en 2019).

## Effectif professionnel actuel
Le premier tableau liste l'effectif professionnel du Liverpool FC pour la saison 2025-2026. Le second recense les prêts effectués par le club lors de cette même saison.
En grisé, les sélections de joueurs internationaux chez les jeunes mais n'ayant jamais été appelés aux échelons supérieurs une fois l'âge-limite dépassé ou les joueurs ayant pris leur retraite internationale.
Note : Le numéro 20 a été retiré par le club. En effet, le 20 représente le numéro que portait Diogo Jota, mort accidentellement le 3 juillet 2025.

## Structures du club

### Stade

#### Anfield

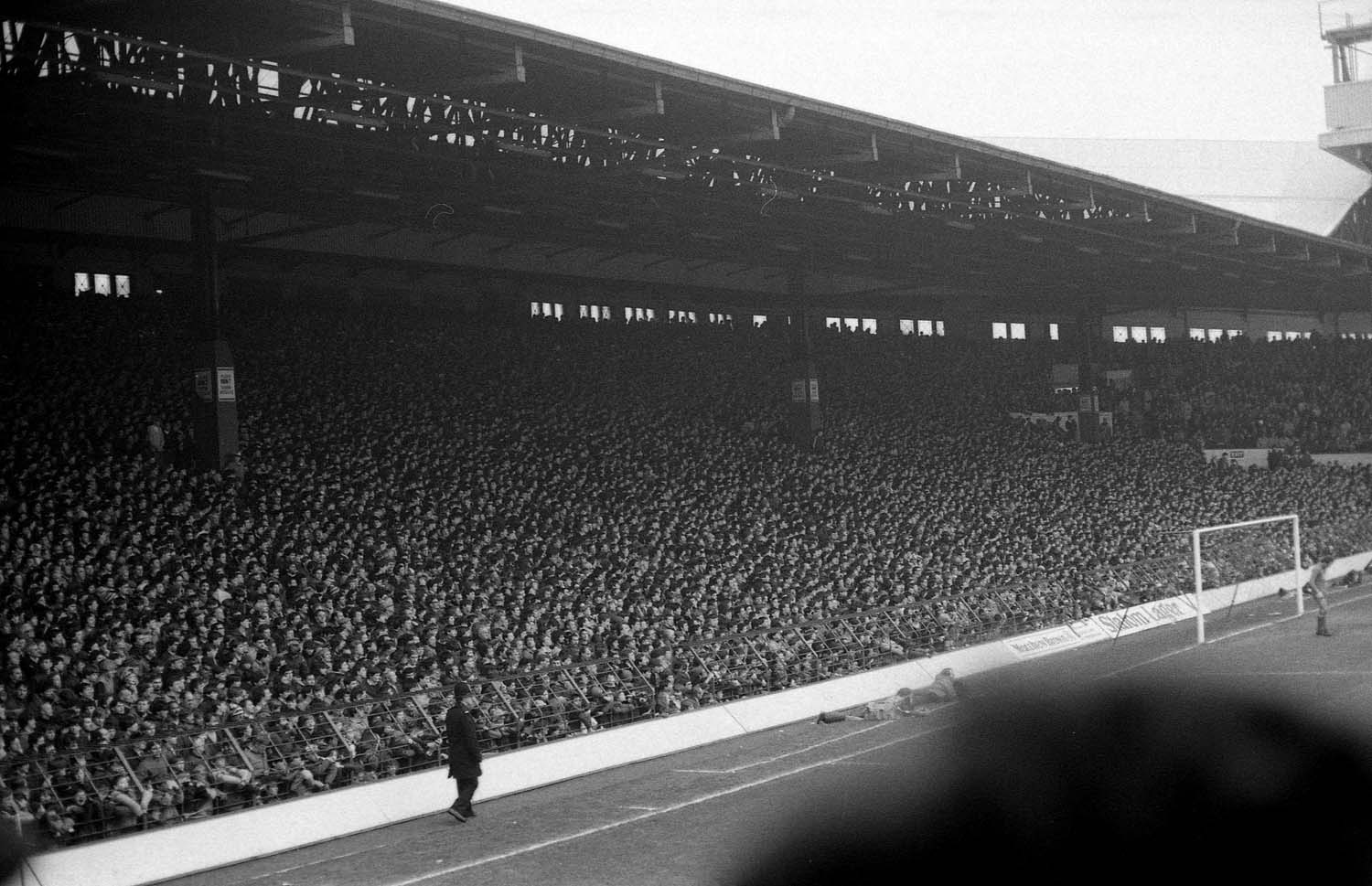
The Kop en 1983.

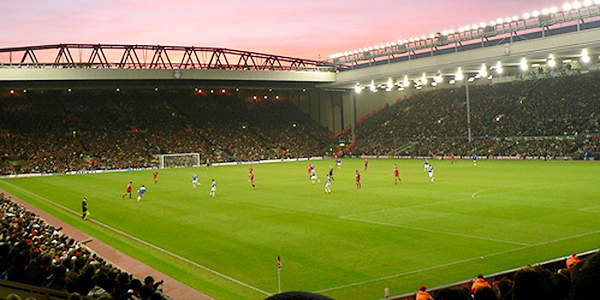
Anfield.

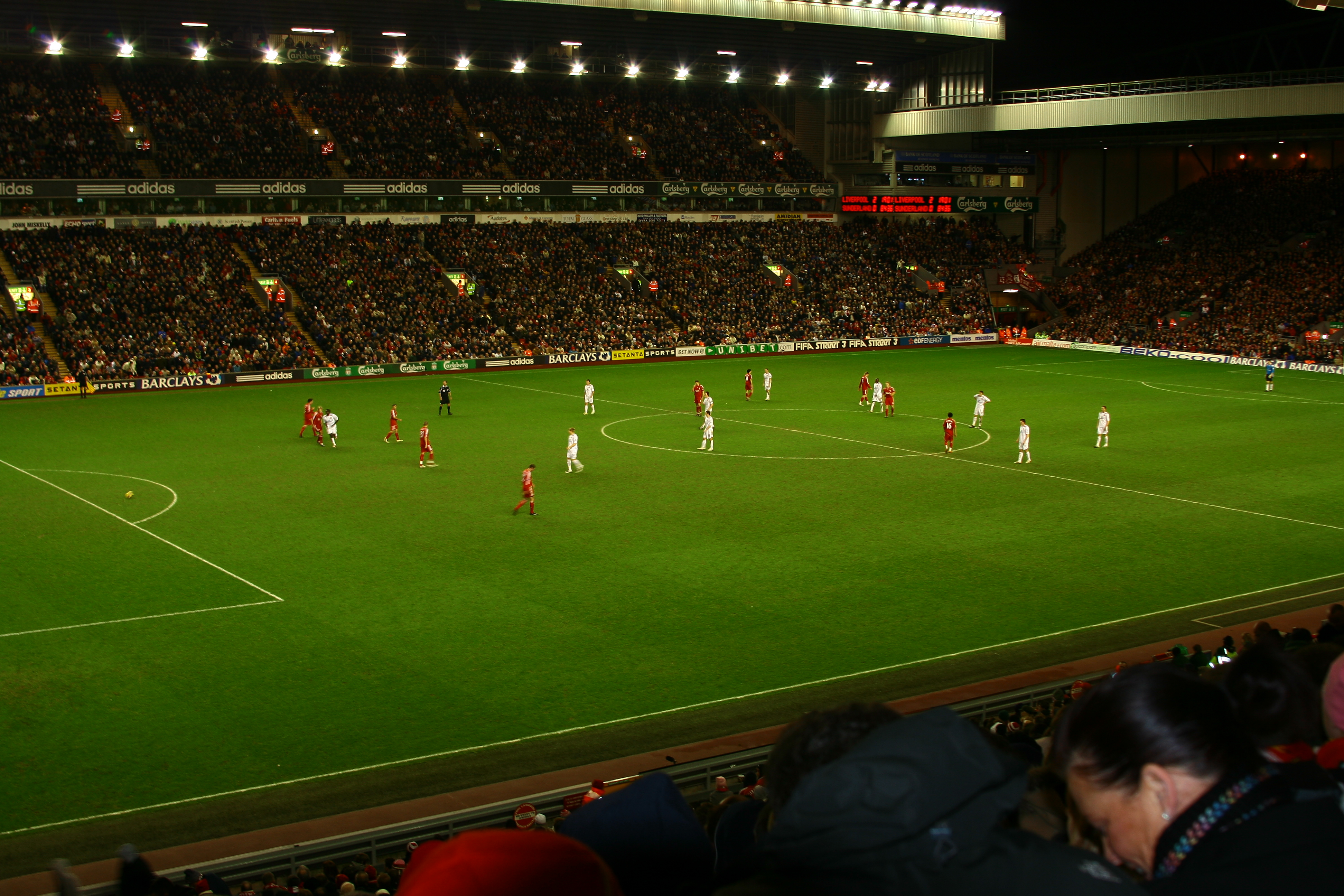
Anfield en février 2009.

Liverpool FC joue dans le stade d'Anfield depuis sa fondation en 1892. Le stade a été créé en 1884 sur un terrain adjacent au Stanley Park. Il est d'abord le terrain de match d'Everton avant que ce dernier ne quitte le terrain en 1892 à cause d'une dispute sur le loyer avec le propriétaire d'Anfield, John Houlding. Houlding décide de créer un nouveau club pour jouer sur le terrain : le Liverpool Football Club. La capacité du stade était de 20 000 places, mais seulement cent spectateurs sont venus voir le premier match du Liverpool Football Club à Anfield.

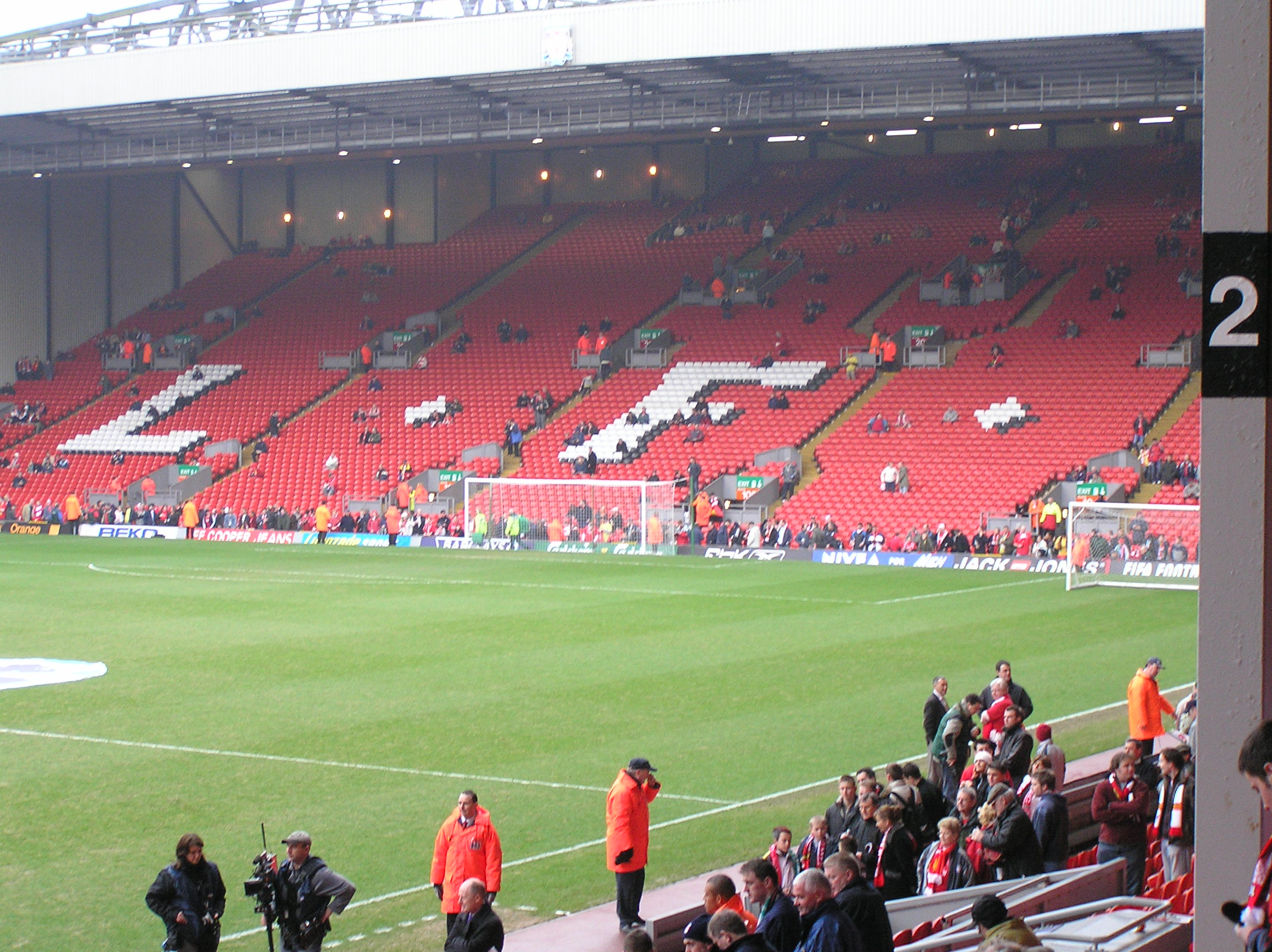
La tribune où The Kop se réunit.

À sa plus haute capacité, la tribune du Spion Kop pouvait contenir 28 000 spectateurs, et était l'une des plus grandes tribunes simples du monde. La tribune a été nommée Spion Kop d'après la colline du même nom située à Natal, en Afrique du Sud. Lors de la deuxième guerre des Boers, cette colline fut le théâtre de la bataille de Spion Kop. Plus de 300 soldats du Régiment du Lancashire, la plupart originaires de Liverpool, sont morts dans la bataille. La capacité de la tribune a été considérablement réduite pour des mesures de sécurité après la tragédie d'Hillsborough. Elle est complètement reconstruite pour devenir une tribune avec uniquement des places assises en 1994, ce qui a diminué la capacité à 12 390.
L'actuelle capacité totale du stade est de 61 276 spectateurs. Anfield, classé stade « 4 étoiles UEFA » (rebaptisé depuis catégorie 3 UEFA), est homologué par l'UEFA pour recevoir des grandes compétitions internationales.
Liverpool n'a pas perdu de match en championnat à domicile à Anfield lors des saisons 1893-1894, 1970-1971, 1976-1977, 1978-1979, 1979-1980, 1987-1988, 2017-2018, 2018-2019, 2019-2020 et 2021-2022. Liverpool a gagné tous ses matchs à domicile lors de la saison 1893-1894.

#### Stanley Park Stadium
Le 30 juin 2004, le Liverpool City Council donne la permission au club de construire un nouveau stade de 55 000 places à moins de trois cent mètres de Anfield. Le 8 septembre 2006, la ville de Liverpool accorde au Liverpool Football Club un terrain pour les 999 prochaines années dans le Stanley Park pour construire le nouveau stade. En 2007, de nouveaux plans pour un stade d'une capacité d'accueil de 55 000 spectateurs sont acceptés par la ville de Liverpool. Le nouveau stade, dont le nom est Stanley Park Stadium, devrait être construit par HKS, Inc. et la fin de sa construction est prévue pour 2012. Cependant, le stade est toujours au stade de projet et les difficultés financières actuelles de Liverpool pourraient être un obstacle à la construction du stade, dont le calendrier initial ne pourra être respecté.

### Centre d'entraînement et centre de formation

#### Melwood
Melwood est le centre d'entraînement du Liverpool FC. Il est basé à West Derby, dans la banlieue de Liverpool, où Liverpool FC est domicilié depuis les années 1950. Auparavant, le terrain appartenait à une école locale, qui s'en servait comme terrain de jeu. Le Père Melling et le Père Woodlock, qui travaillaient à l'école, aidaient les jeunes garçons à jouer au football. Le terrain est nommé en reprenant les premières syllabes de leurs noms.

#### Centre de formation
En 1998, une nouvelle académie pour les jeunes (Youth Academy) est ouverte à Kirkby, au nord de Liverpool. Elle remplace les anciens systèmes par de plus récents, et permet au club de concentrer son développement sur la jeunesse et le recrutement, employant de nouvelles techniques et respectant les normes des centres de formation. Elle est supervisée par l'ancien joueur du Liverpool FC, Hughie McAuley, qui a précédemment été directeur du développement des jeunes. L'académie permet désormais de garder le principal terrain d'entraînement de Melwood uniquement pour l'équipe première et permet de garder tous les terrains dans un bon état. Elle permet également aux jeunes de progresser au plus haut niveau du football à Liverpool.
Les recruteurs assistent à de nombreux matchs locaux pour rechercher des garçons talentueux. Les joueurs repérés sont ensuite invités à participer à des sessions d'entraînement à l'académie. Ils sont sélectionnés à partir de l'âge de 8 ans. L'ancien joueur international anglais Jamie Carragher commence à jouer pour Liverpool quand il a 9 ans. Michael Owen rejoint le club à 11 ans et Steven Gerrard à l'âge de 8 ans. L'académie permet aux joueurs d'étudier après les entraînements. Elle dispose d'une salle de conférence et d'une salle équipée d'ordinateurs pour aider les joueurs dans leur réussite scolaire. L'académie peut gérer jusqu'à vingt garçons par groupe, chaque groupe est divisé par année de naissance, mais plus généralement le chiffre est d'environ dix-huit joueurs. Les garçons âgés de 8 à 12 ans jouent des matchs à huit contre huit durant trois périodes de vingt minutes. Le centre de formation est composé de quatre terrains en herbe, un avec une surface Polytan, sept autres plus petits terrains et un terrain intérieur. Les terrains couvrent une superficie de 56 acres.
En 2011, de nombreux joueurs de l'Academy font leur apparition dans l'équipe première du club : Jay Spearing, Martin Kelly Jon Flanagan, ou encore Jack Robinson mis sur le devant de la scène par l'emblème de Liverpool Kenny Dalglish. À noter que l'arrivée de Damien Comolli a lancé l'idée d'un terrain d'entraînement lié dans le centre à Kirby. Les joueurs de l'équipe première s'entraîneront sur des terrains jouxtant ceux des jeunes de l'académie, ce qui leur profitera.

## Aspects juridiques et économiques

### Statut juridique et légal
Liverpool est détenu par Fenway Sports Group (FSG), consortium américain également propriétaire des Red Sox de Boston. En octobre 2010, NESV a racheté sans l'accord de George Gillett et Tom Hicks, les précédents propriétaires pour une somme de 300 millions de livres. Le 6 février 2007, ils achètent le club à l'ancien propriétaire David Moores qui préside alors le club depuis 1991. L'affaire est évaluée à 218 900 000 livres sterling pour le club et ses dettes. Les deux ont payé 5 000 livres par action, soit 174,1 millions pour l'actionnariat total dans le club et 44,8 millions de livres sterling pour couvrir les dettes du club. Les rapports tendus entre les Américains et le manque de soutien de la part des supporters précipitent des rumeurs. Tout d'abord, parce que Dubai International Capital (DIC), candidat pour l'achat du club avant que Hicks et Gillett ne l'aient acquis, veulent racheter le club. Ensuite, parce qu'un autre groupe, Share Liverpool FC, montre aussi un intérêt pour l'achat du club quoiqu'ils soient incapables d'augmenter le capital exigé pour faire une offre de rachat. L'offre requise se monte à 500 millions de livres sterling pour le club, avec la participation de 100 000 supporters payant 5 000 livres sterling chacun pour avoir une part dans le club.
Alors que le club est endetté, les propriétaires américains de Liverpool obtiennent en janvier 2008 un prêt de 693 millions de dollars US des banques Royal Bank of Scotland et Wachovia, leur permettant de renégocier la dette du club et d'entamer les travaux du nouveau stade. En 2009, le club de Liverpool signe un contrat de sponsoring avec Standard Chartered à hauteur de 80 millions de livres, un record, permettant au club d'améliorer ses finances. Cependant, la situation financière du club ne permet pas au Liverpool Football Club de commencer la construction de son nouveau stade.
En avril 2008, le magazine Forbes classe Liverpool comme le quatrième club de football le plus cher du monde, après Manchester United, le Real Madrid et Arsenal, estimant la valeur du club à un milliard de dollars, soit environ 605 millions de livres sterling, excluant la dette qui représente 65 % de la valeur du club. Si l'année suivante, la valeur du club se maintient au-dessus du milliard de dollars, elle diminue à 822 millions en 2010, restant le sixième club le plus cher.

### Conseil d'administration
Le propriétaire du Liverpool Football Football est Fenway Sports Group, aussi appelée NESV I LLC, géré par John W. Henry et Tom Werner. Le conseil d'administration est constitué de :
| Nom            | Fonction                     |
| -------------- | ---------------------------- |
| John W. Henry  | Propriétaire                 |
| Tom Werner     | Président                    |
| Mike Gordon    | Directeur                    |
| Billy Hogan    | Directeur général (CEO)      |
| Kenny Dalglish | Directeur                    |
| M. Egan        | Directeur                    |
| A. Hughes      | Directeur                    |
| Philip Nash    | Directeur financier          |
| Susan Black    | Directrice de Communications |
| Matt Parish    | Directeur LFC Foundation     |
| Arne Slot      | Manager                      |
| Sipke Hulshoff | Entraîneur adjoint           |

### Budget du club
Le cabinet Deloitte évalue Liverpool, dans le Deloitte Football Money League 2008, comme le huitième club de football du monde pour ce qui est des revenus, avec un gain de 133,9 millions de livres lors de la saison 2006-2007, soit deux places de mieux par rapport à la saison précédente.
Les recettes dépendent des revenus des droits de diffusion, peu variables, mais aussi beaucoup des résultats en compétition. En 2005, la victoire de Liverpool en Ligue des champions permet au club de multiplier par 5,8 ses revenus issus des compétitions hors championnat entre 2004 et 2005. Les recettes de merchandising augmentent régulièrement entre 2004 et 2006. Les recettes totales se montent à approximativement 120 millions de livres en 2005 et 2006. Le site internet du club est aussi une boutique, où on peut acheter les produits officiels du club (maillots, écharpes, chaussures) et de nombreux autres produits dérivés. La construction du nouveau stade, le Stanley Park Stadium, devrait permettre au Liverpool Football Club de bénéficier de plus fortes recettes grâce à une plus grande capacité d'accueil.
| Année | Merchandising    | Sponsoring       | Compétitions | Compétitions | Compétitions | Compétitions | Compétitions      | Droits de diffusion TV | Matchs de championnat | Total des revenus |
| Année | Merchandising    | Sponsoring       | LC           | FA Cup       | Carling Cup  | SC/CMC       | Total             | Droits de diffusion TV | Matchs de championnat | Total des revenus |
| ----- | ---------------- | ---------------- | ------------ | ------------ | ------------ | ------------ | ----------------- | ---------------------- | --------------------- | ----------------- |
| 2004  | 11,701           | 17,308           | -            | -            | -            | -            | 5,454             | 30,773                 | 22,005                | 91,6              |
| 2005  | 12,312 · ( 5 %)  | 19,623 · ( 13 %) | 28,826       | 0,327        | 2,304        | 0            | 31,457 · ( 480 %) | 28,699 · ( 6,7 %)      | 22,928 · ( 4 %)       | 121 · ( 32 %)     |
| 2006  | 16,322 · ( 32 %) | 17,904 · ( 9 %)  | 18,714       | 4,466        | 0,330        | 3,347        | 26,857 · ( 15 %)  | 29,643 · ( 3 %)        | 25,219 · ( 10 %)      | 119,5 · ( 1 %)    |

Légende : CMC = Championnat du monde des clubs; LC = Ligue des champions; SC = Supercoupe

### Transferts les plus coûteux
Arrivées 
| Rang | Année | Joueur             | Provenance          | Indemnité |
| ---- | ----- | ------------------ | ------------------- | --------- |
| 1er  | 2025  | Florian Wirtz      | Bayer Leverkusen    | 136 M€    |
| 2e   | 2022  | Darwin Núñez       | SL Benfica          | 100 M€    |
| 3e   | 2025  | Hugo Ekitike       | Eintracht Francfort | 95 M€     |
| 4e   | 2018  | Virgil van Dijk    | Southampton FC      | 84 M€     |
| 5e   | 2018  | Alisson Becker     | AS Rome             | 72,5 M€   |
| 6e   | 2023  | Dominik Szoboszlai | RB Leipzig          | 70 M€     |

Départs
| Rang | Année | Joueur            | Destination     | Indemnité |
| ---- | ----- | ----------------- | --------------- | --------- |
| 1er  | 2018  | Philippe Coutinho | FC Barcelone    | 160 M€    |
| 2e   | 2014  | Luis Suarez       | FC Barcelone    | 81 M€     |
| 3e   | 2025  | Luis Díaz         | Bayern Munich   | 70 M€     |
| 4e   | 2015  | Raheem Sterling   | Manchester City | 62,5 M€   |
| 5e   | 2011  | Fernando Torres   | Chelsea FC      | 58,5 M€   |
| 6e   | 2023  | Fabinho           | Ittihad Club    | 46,70 M€  |

### Marketing et communication

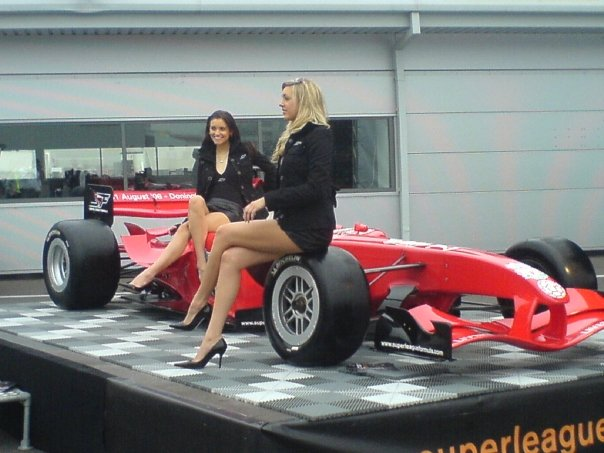
La voiture du Liverpool FC engagée en Superleague Formula à Donington.

Liverpool FC a une voiture engagée dans la Superleague Formula pour la saison 2008-2009, la première de la compétition. Le pilote, Adrián Vallés, a fini le championnat quatrième, avec 325 points, signant deux victoires en première course sur le circuit de Zolder et sur le circuit d'Estoril, et deux pole positions lors des deux dernières courses de la saison sur les circuits de Vallelunga et Jerez. Le pilote d'essai officiel est Dan Clarke.
La saison suivante, Adrián Vallés devient champion de Superleague Formula avec la monoplace du Liverpool Football Club. Il ne remporte que la première course de la saison mais sa régularité dans les premières places lui permet de devancer tous les autres concurrents. Deux fois plus de courses ont lieu en 2010, mais les nouveaux pilotes des Reds, James Walker et Frédéric Vervisch n'arrivent pas à s'imposer et le club termine le championnat à la onzième position.
Liverpool a lancé sa chaîne de télévision comme Manchester United, l'Olympique de Marseille, l'Olympique lyonnais ou encore le Real Madrid. Liverpool FC TV est la chaîne officielle du club anglais et a été lancée le 20 septembre 2007. Elle fait partie des chaînes de Setanta Sports. Des informations, interviews exclusives, reportages, émissions sur les Reds sont diffusées. Les matchs de l'équipe première et de la réserve sont aussi diffusés, souvent en direct.

## Soutien et image

### Supporters

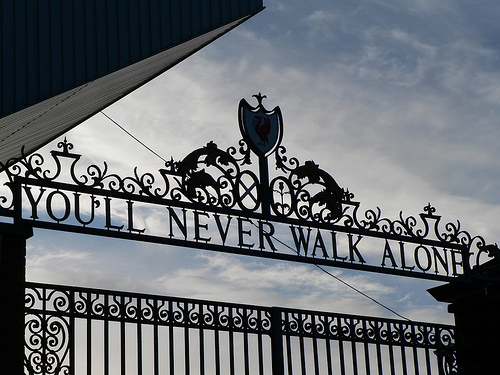
Shankly Gates.

Le Liverpool Football Club a de nombreux supporters à travers le monde. En 2006-2007, Liverpool a la quatrième plus grande moyenne d'affluence pour un club anglais avec 43 561 supporters par match, soit 99,7 % de la capacité d'Anfield. Les supporters de Liverpool se nomment souvent les Kopites, en référence aux fans du Kop d'Anfield.

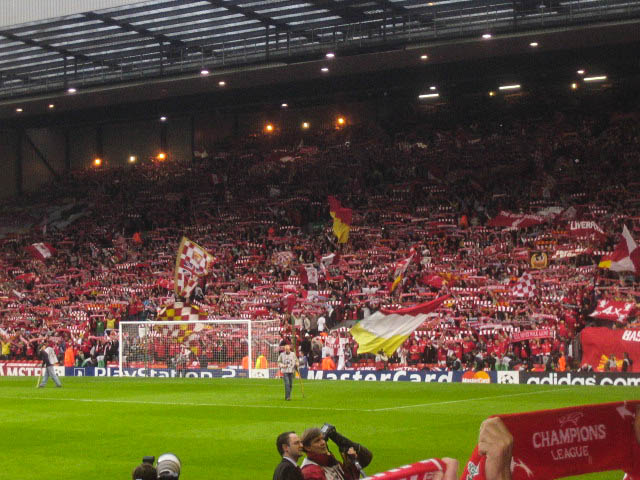
Les supporters des Reds avant un match face à Chelsea en 2005.

Le chant You'll Never Walk Alone chanté par les supporters est connu dans le monde. La musique est de Richard Rodgers et Oscar Hammerstein II et le son enregistré par les musiciens de Liverpool Gerry and the Pacemakers est l'hymne du club. You'll Never Walk Alone est chanté par Anfield depuis le début des années 1960. Ce chant a depuis gagné en popularité, jusqu'aux fans des autres clubs dans le monde. Le titre du chant est sur le Shankly Gates, qui est dévoilé le 2 août 1982 à la mémoire de l'ancien manager Bill Shankly. Les principaux chants populaires d'Anfield sont : The Fields of Anfield Road, Poor Scouser Tommy et Liverbird Upon My Chest.
La notoriété relativement faible du club en France ne doit pas faire oublier qu'il compte de nombreux supporters à travers le monde. Millie Bobby Brown, Melanie C, Kim Cattrall, Daniel Craig, Chris de Burgh, Samuel L. Jackson, LeBron James, Angelina Jolie, Nelson Mandela, Mike Myers, Brad Pitt, Sheamus, Joss Stone et Caroline Wozniacki sont quelques-unes des personnes à revendiquer leur amour du club liverpudlien.[réf. nécessaire]
Le 6 février 2016, à la 77e minute d'un match de championnat opposant Liverpool à Sunderland, un événement inédit dans l’histoire du football britannique se produit. Plusieurs milliers de supporteurs du club quittent le stade en criant « Espèce de connards cupides, trop c’est trop ! », pour protester contre la décision du club de porter le prix de certaines places dans la tribune populaire à 77 livres (100 euros), contre 59 livres jusqu’alors. L’augmentation est finalement annulée.

### Rivalités

#### Rivalité au niveau régional et local

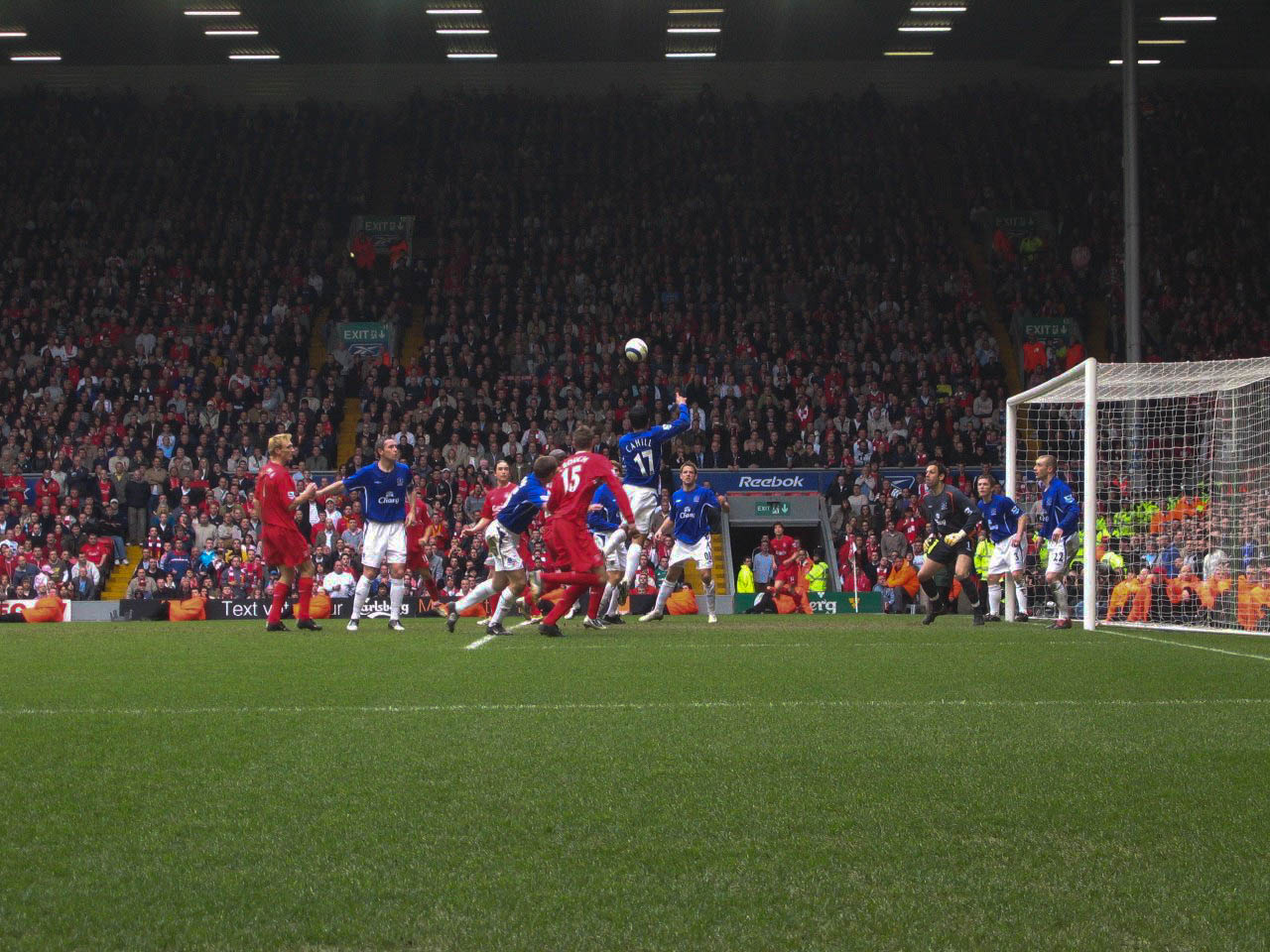
Merseyside derby.

La plus longue rivalité de Liverpool FC est la rivalité avec l'autre équipe de la ville de Liverpool, l'Everton Football Club. Cette rivalité donne lieu au Merseyside derby ou Friendly derby. Les derbys se déroulent généralement à Anfield et à Goodison Park. Le meilleur buteur lors des matchs opposant les deux clubs de la Mersey est Ian Rush avec 25 réalisations. Le gardien d'Everton Neville Southall est le joueur qui a disputé le plus de Merseyside derby.
Le premier match entre les deux équipes se dispute le 13 octobre 1894 à Goodison Park devant 44 000 supporteurs. Depuis, le Merseyside derby est le match où le plus grand nombre de cartons rouges a été distribué entre deux équipes que dans n'importe quel autre match entre deux équipes de la première division anglaise. La plus grande affluence dans le derby est de 98 000 spectateurs à Wembley, le 10 mai 1986 à l'occasion de la finale de la Coupe d'Angleterre remportée 3-1 par Liverpool. Sur les 220 Merseyside derby, Liverpool l'a remporté 89 fois contre 66 victoires pour Everton, et 65 matchs nuls.

#### Rivalité au niveau national

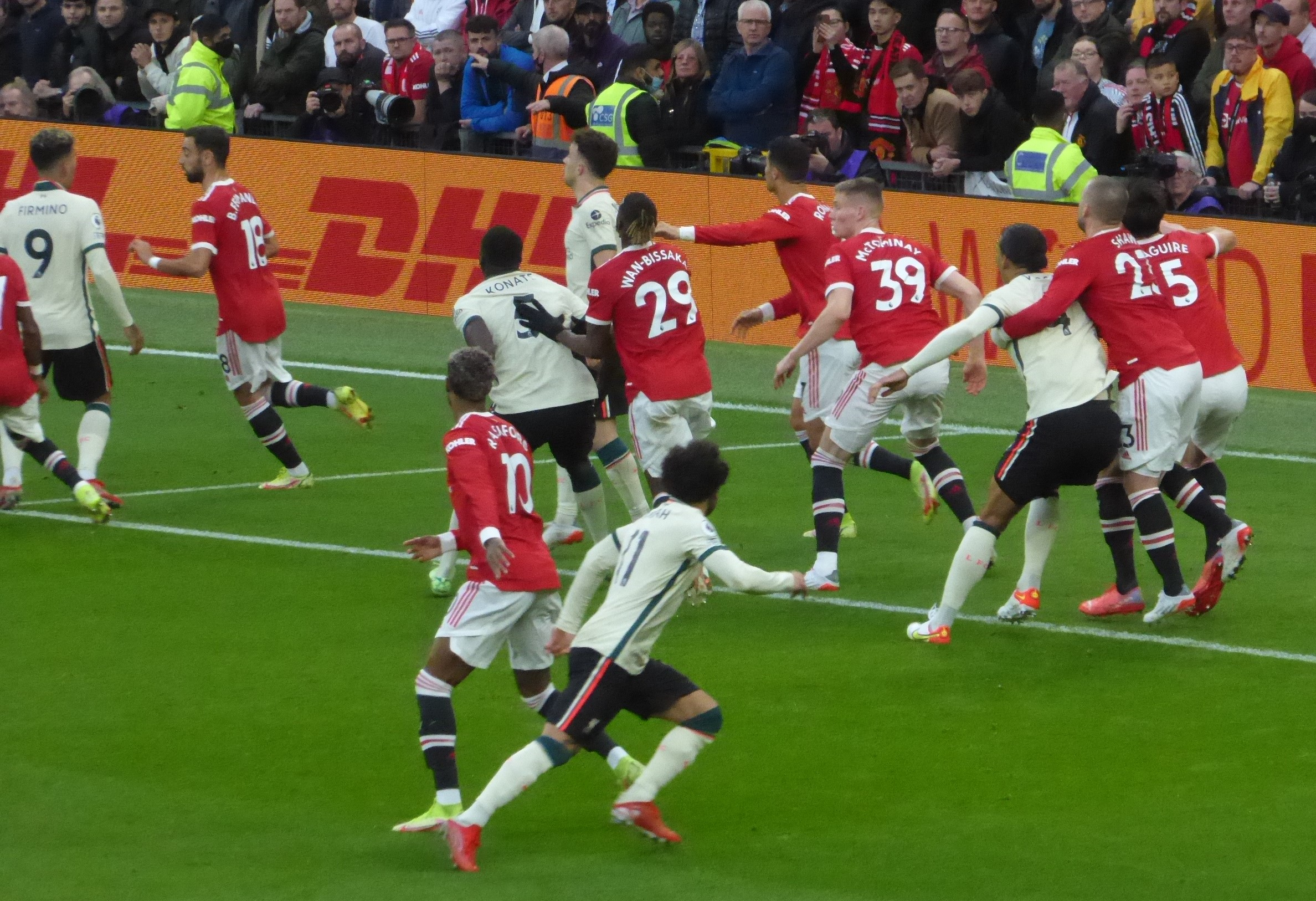
Liverpool en déplacement contre Manchester United, à Old Trafford.

Liverpool FC a une grande rivalité avec le club voisin du nord-ouest, Manchester United. Cette rivalité est due au succès des deux clubs et à la proximité géographique des deux villes : Manchester et Liverpool. Ce sont les deux clubs les plus titrés d'Angleterre avec un palmarès européen conséquent. Liverpool domine le football anglais du milieu des années 1970 aux années 1980 avec onze titres en dix-huit ans et remporte aussi quatre coupes d'Europe pendant cette période. De son côté, Manchester United domine la Premier League de 1992 à 2013 avec treize titres et deux Ligue des champions. La rivalité est si importante entre les deux clubs que le dernier à avoir été transféré d'un club à l'autre est Phil Chisnall en 1964 lorsque le joueur est parti de Manchester United pour Liverpool.
Même si c'est beaucoup moins historique et plus récent, les fans de Liverpool considèrent également Manchester City comme faisant partie de leur rivaux. Les batailles pour le titre à la période Klopp-Guardiola et leur affrontement en Ligue des Champions en 2018, ont contribué à rendre excitant tout match entre ces 2 clubs
Il existait autrefois une grande rivalité avec Nottingham Forest lorsque cette équipe évoluait en Premier League et qu’elle avait beaucoup de succès. Même si Nottingham est de retour en Premier League depuis 2022, il ne s'est rien fait sentir de spécial lors de leurs affrontements.

### Liverpool dans la culture populaire
Fearless est le titre de la troisième chanson de l'album Meddle de Pink Floyd. À la fin de la chanson, on entend You'll Never Walk Alone chantée par les fans du Liverpool Football Club. Liverpool a sorti une chanson connue sous le nom de « Anfield Rap » en 1988. Elle a été l'hymne du club pour la finale de Coupe d'Angleterre 1988 contre Wimbledon Football Club. Cette chanson est un rap réalisé par John Barnes et d'autres joueurs de l'équipe. Une des vedettes de Liverpool avant-guerre, Matt Busby, est citée par John Lennon dans la chanson des Beatles Dig It sur l'album Let It Be (album des Beatles) paru en 1970.
Le Liverpool Football Club apparaît aussi dans le film Le 51e État. Felix DeSouza, joué par l'acteur Robert Carlyle, est un supporter de l'équipe des Reds et la dernière scène du film se passe lors d'un match entre Liverpool et Manchester United. Dans le film Goal! Naissance d'un prodige de Danny Cannon, on perçoit l'équipe de Liverpool. Sorti en 2005, Goal! raconte l'histoire de Santiago Munez, joué par Kuno Becker, joueur évoluant à Newcastle United. Une scène de ce film est un match à enjeu pour la qualification européenne contre Liverpool. Après avoir encaissé un but, Liverpool égalise, avant que Milan Baroš marque un second but pour le club de la Mersey. Après la mi-temps, on voit le capitaine Steven Gerrard rater une occasion de but puis Rafael Benítez donner ses instructions.

### Liverpool et les médias
Le Liverpool Football Club participe à la première édition de Match of the Day sur la BBC, qui montre les meilleurs moments du match du club contre Arsenal à Anfield le 22 août 1964. Ils vont aussi sur le terrain lors de la première retransmission d'un match de football en couleur en direct, lors d'un match contre West Ham United.
Durant la demi-finale de Coupe d'Angleterre 1989 entre Liverpool et Nottingham Forest, 96 supporters de Liverpool décèdent, drame aussi connu sous le nom de tragédie de Hillsborough. Le journal anglais The Sun publie un article intitulé « The truth » dans lequel il dit que les supporters de Liverpool ont fait les poches des morts, leur ont uriné dessus et ont attaqué les policiers. Par la suite, des enquêtes prouvent que ces allégations sont fausses. La ville de Liverpool boycotte le journal depuis cet évènement.
Le Liverpool Football Club est l'un des principaux clubs, avec Arsenal, Manchester United et Chelsea, de la Premier League, le championnat de football le plus diffusé dans le monde. En Angleterre, ils sont diffusés sur Sky Sports ou Setanta Sports. En France, le groupe Canal+ diffuse sur sa chaîne principale les principaux matchs, et sur Canal+ Sport la majorité des autres matchs car Liverpool fait partie des onze équipes choisies du 11 d'Europe, qui diffuse les matchs de onze grands clubs d'Europe. Comme le Real Madrid, la Juventus ou le Bayern de Munich, Liverpool est l'une des équipes diffusées.

## Autres sections

### Section féminine
Le Liverpool Ladies Football Club est le club de football féminin affilié au Liverpool FC. Pour la saison 2008-2009, il joue dans le championnat d'Angleterre de football féminin, le plus haut niveau du football féminin anglais. Fondé en 1989, le Liverpool Ladies FC joue au Ashley Travel Stadium, en rouge et blanc comme l'équipe première du Liverpool FC. D'abord appelé Newton LFC à sa fondation, il change de nom deux ans plus tard pour être appelé Knowsley LFC. C'est depuis 1994 et la création du championnat féminin, qu'il porte le nom de Liverpool FC. Durant les années 1990, il joue en Premier League mais le manque de soutien financier l'entraîne à descendre en division du Nord en 2000. En 2004, le Liverpool FC Ladies remporte le championnat de la division du Nord mais il est relégué dès la fin de la saison suivante en ne gagnant que deux matchs. Comme pour leurs homologues masculins, l'équipe rivale du Liverpool LFC est Everton. Le derby du Merseyside a de nouveau lieu chaque année après la remontée de Liverpool en première division pour la saison 2007-2008.

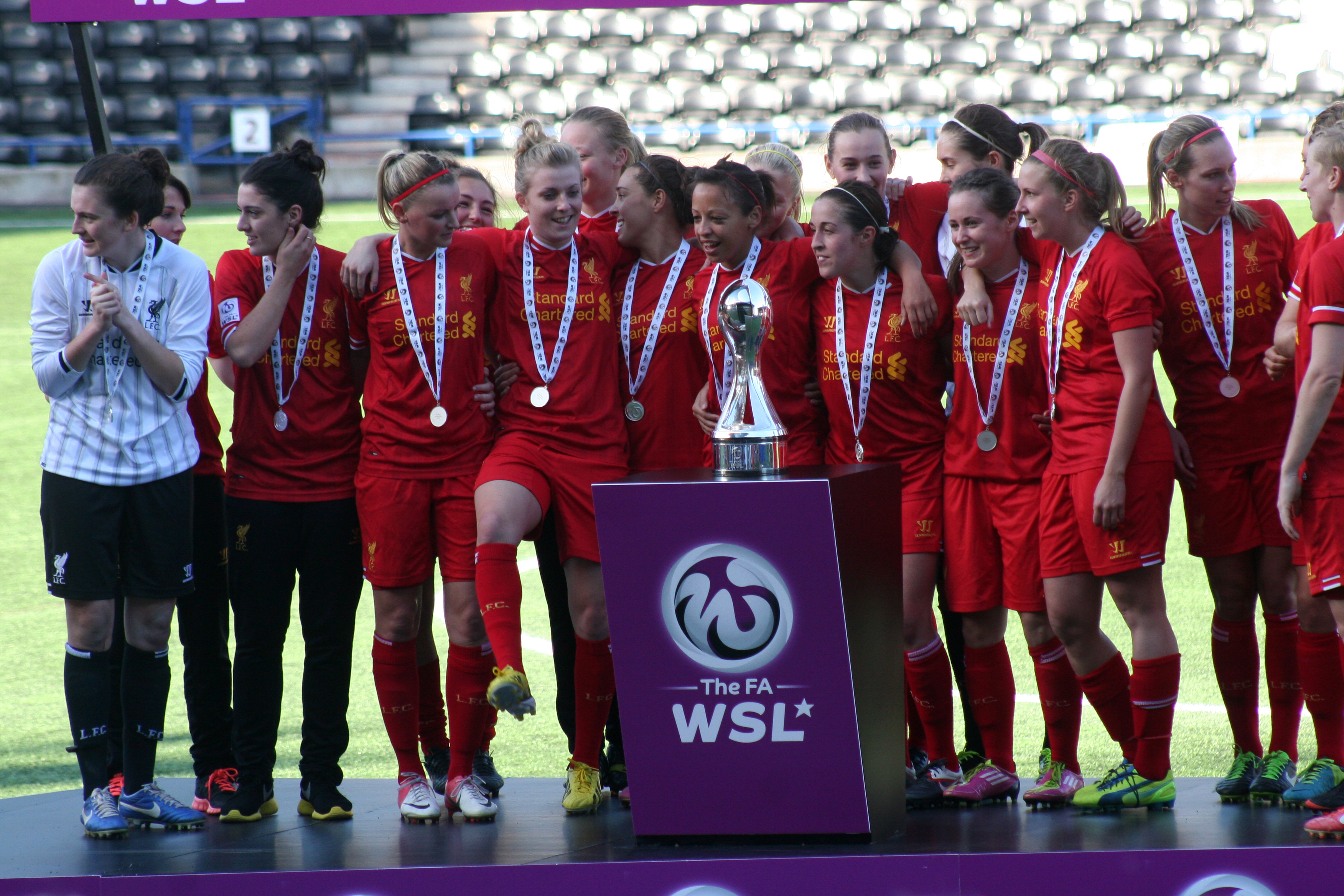
Les joueuses de la section féminine du club, championnes en 2013.

### Équipe réserve
La réserve du Liverpool Football Club joue en Premier Reserve League North. Lors de la saison 2007-2008, elle remporte le Premier Reserve League North et les playoffs. L'équipe réserve joue au stade Halliwell Jones depuis le 2 octobre 2007 lors d'un match contre Sunderland. Auparavant, la réserve de Liverpool jouait au Haig Avenue. L'équipe réserve joue également la Liverpool Senior Cup.